# Macroglossum
Macroglossum Scopoli, 1777 è un genere di lepidotteri appartenente alla famiglia Sphingidae, diffuso in Eurasia, Africa e Oceania.

## Descrizione

### Adulto
Il taxon presenta antenne clavate e nettamente uncinate all'apice; il capo rivela una cresta mediale poco accentuata (D'Abrera, 1986). 

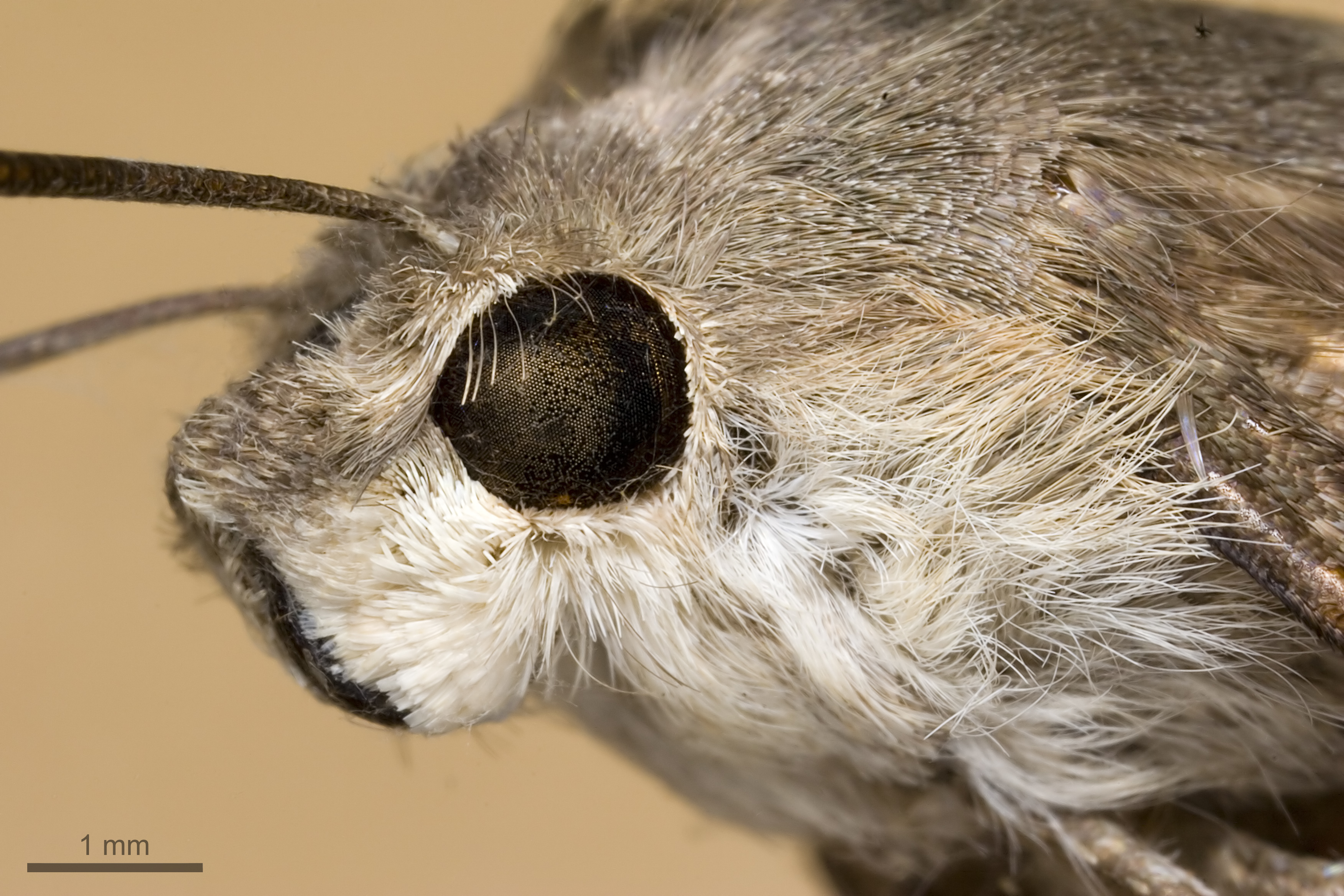
Capo di Macroglossum stellatarum

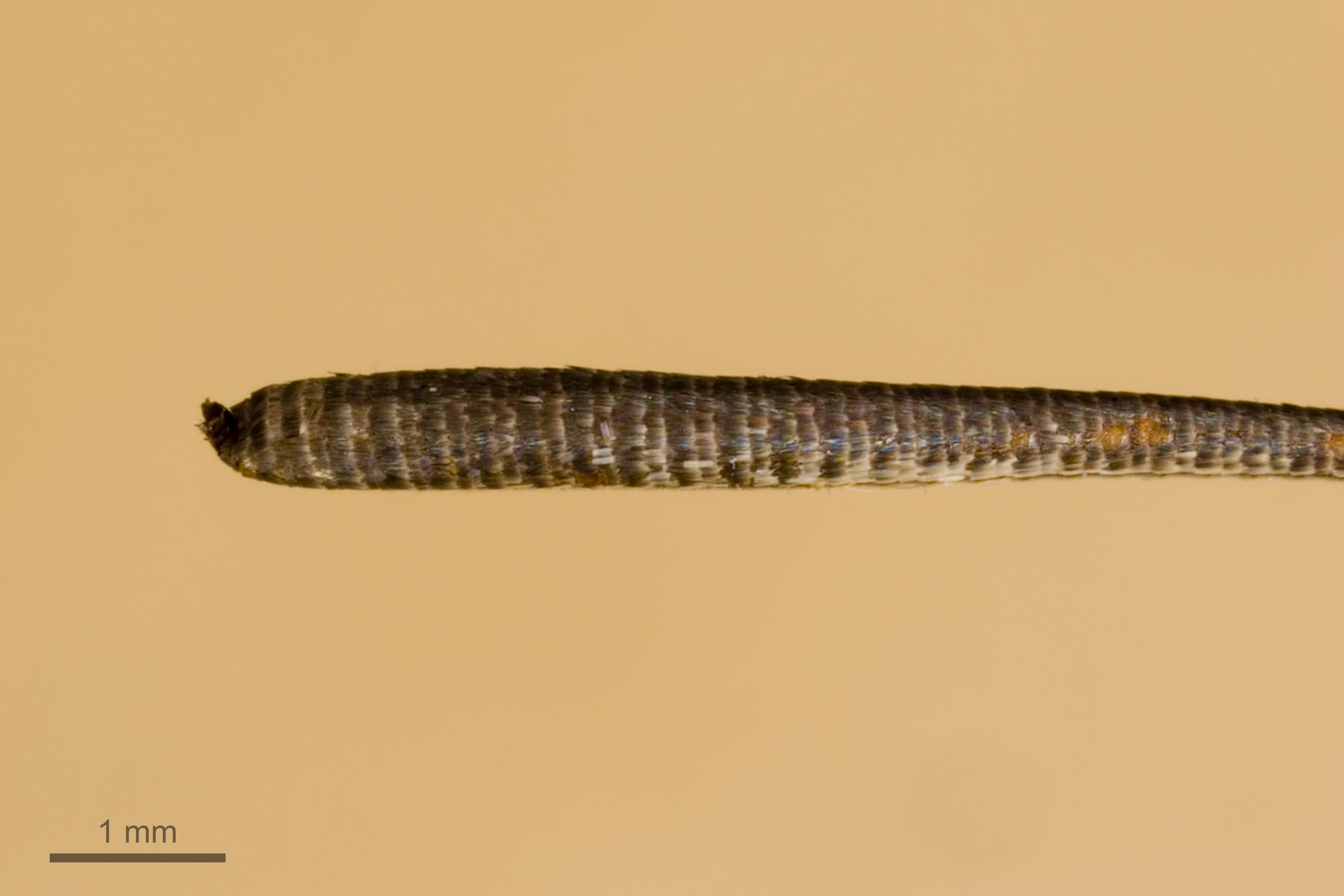
Particolare dell'antenna di Macroglossum stellatarum

Nell'ala anteriore, le nervature R2+R3 e R4 non sono connesse distalmente, così come in Hemaris, mentre nell'ala posteriore, Rs e M1 dipartono separatamente dall'angolo superiore della cellula discoidale; altrettanto dicasi per M3 e Cu1.

Gli occhi sono sviluppati e circondati di peli. I palpi labiali sono ampi e protrusi, triangolari, e con la superficie interna completamente squamosa. La spiritromba è sviluppata (D'Abrera, 1986).

Le spine addominali sono molto robuste, ed in particolare quelle disposte sulla fila frontale di ogni tergite, appaiono corte e spesse. In molte specie si riscontra la presenza di un ciuffo caudale a forma di ventaglio.

Nelle zampe, le tibie sono semplici, ma lo sperone medio-tibiale appare spesso armato di una prominente fila di spine. I tarsi sono spinosi; il pre-tarso mostra pulvillus e paronychium di normali dimensioni (D'Abrera, 1986).

I sessi sono molto simili, tanto che è possibile distinguerli solo attraverso l'osservazione del genitale (principalmente quello maschile), oppure portando alla luce il retinaculum dei maschi (D'Abrera, 1986).

### Uovo
Le uova sono arrotondate, di un verde pallido o giallo-verdi.

### Larva
I bruchi sono di norma verdi, con bande più chiare lungo i fianchi, e presentano un cornetto verde sull'ottavo urotergite. Il capo è piccolo, depresso e arrotondato, della stessa tonalità di verde del resto del corpo. Non presentano macchie ocellate. Il torace può avere una forma lievemente conica.

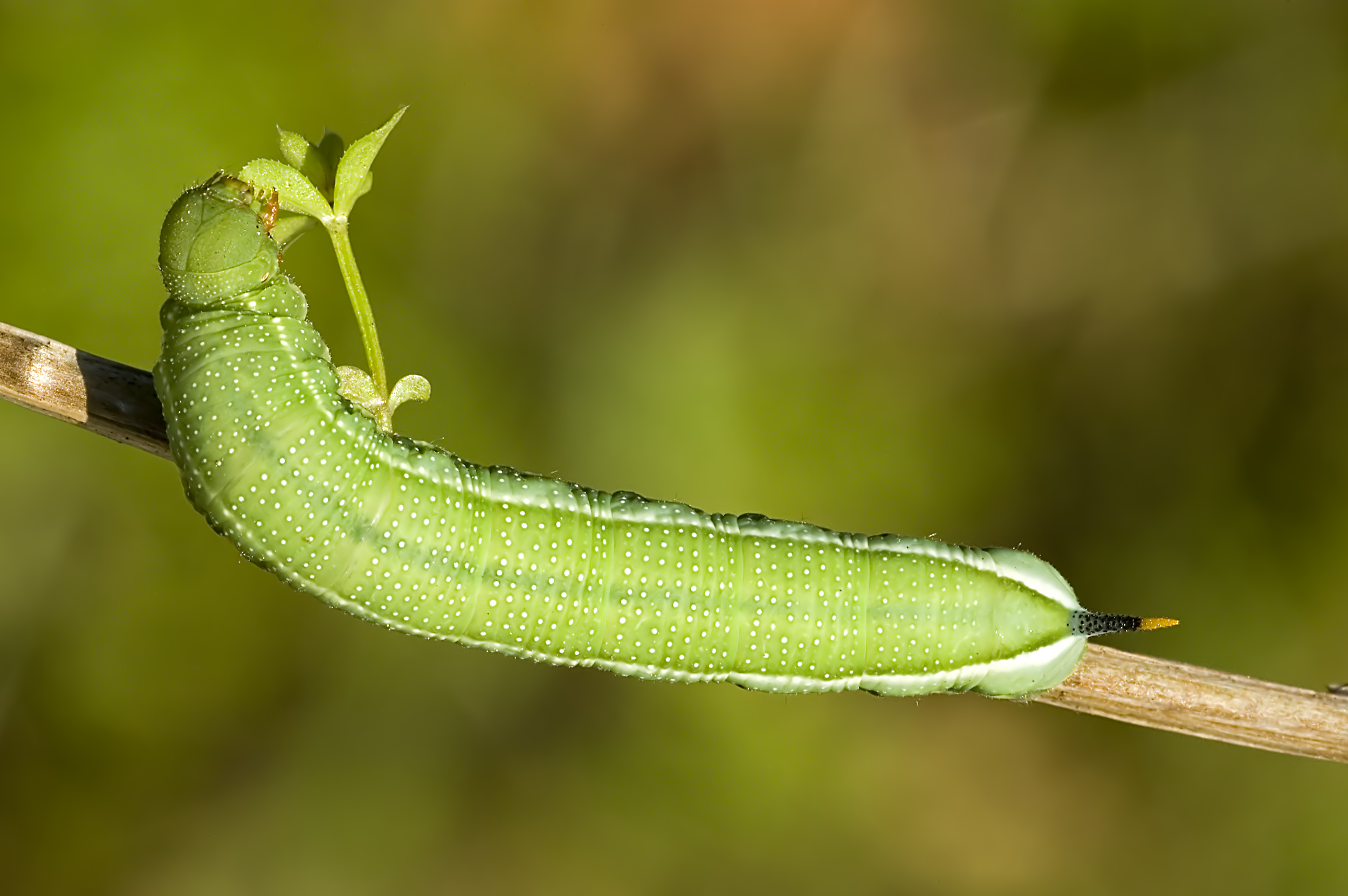
Bruco di Macroglossum stellatarum

### Pupa
La crisalide è tozza, marroncina o giallastra, spesso con macchie nere, e viene rinvenuta libera tra le foglie della lettiera o nei primi strati di terreno del sottobosco (Chinery, 1989).

La proboscide è fusa al resto del corpo. La parte dorsale dei segmenti addominali 1-5 è appiattita. Gli spiracoli addominali sono situati all'interno di macchie scure. Il cremaster è variabile.

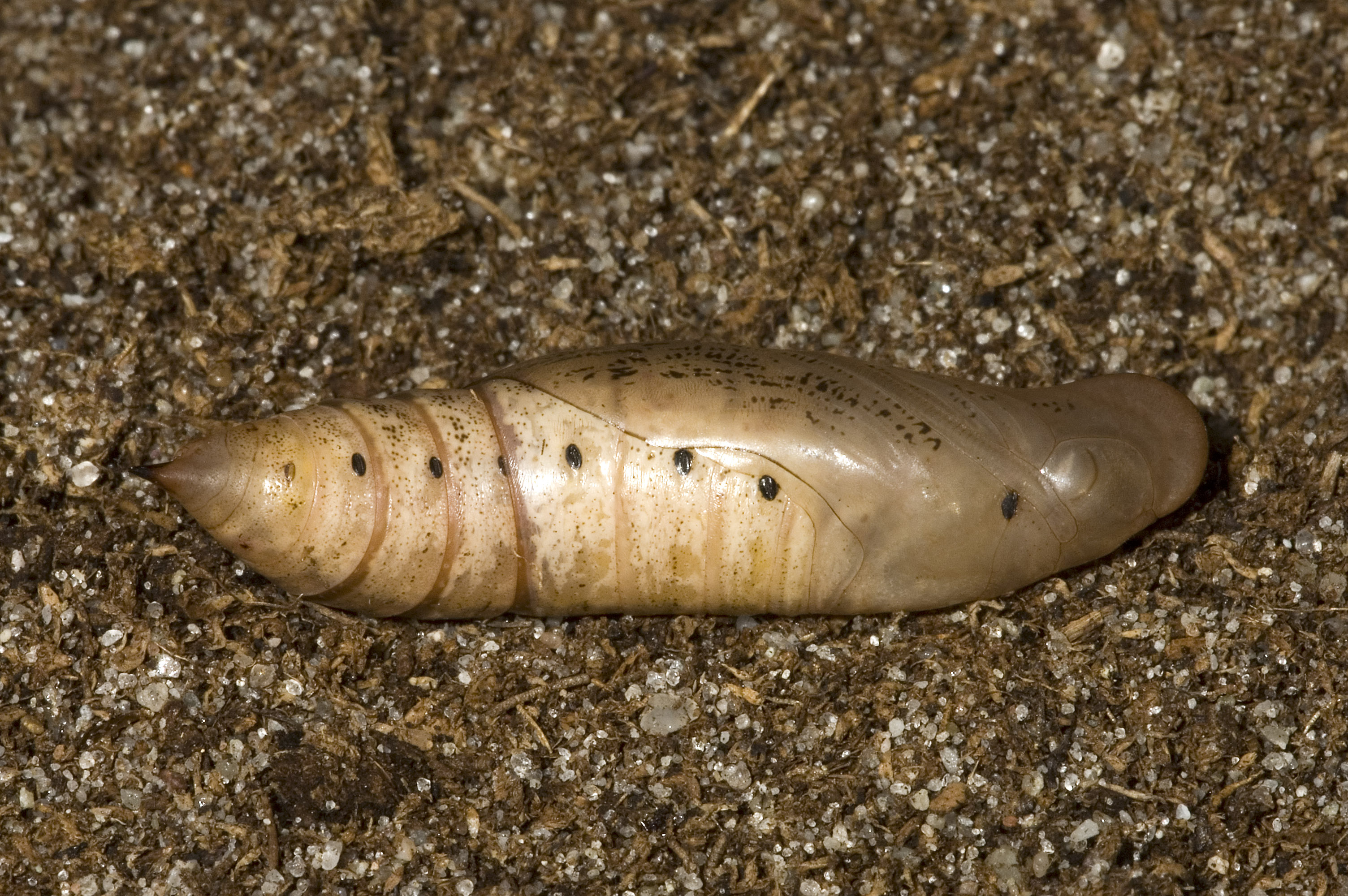
Crisalide di Macroglossum stellatarum rinvenuta nel terreno

## Distribuzione e habitat
La distribuzione è prevalentemente australasiana, con parecchie specie presenti in Australia, Nuova Zelanda e Nuova Guinea, come M. alcedo, M. dohertyi, M. hirundo e M. joannisi. Parecchie sono anche le specie a diffusione indomalese, come per esempio M. assimilis, M. corythus o M. faro, che sono presenti anche nel Subcontinente indiano. La specie M. trochilus ha raggiunto l'intera Ecozona afrotropicale, essendo presente in Sierra Leone e Malawi. Diverse sono inoltre le specie che hanno occupato il Paleartico orientale, come M. fritzei, M. mediovitta e M. passalus, ma tra queste, la sola M. stellatarum si è spinta fino al Paleartico occidentale, tanto da toccare le coste del Portogallo, dell'Irlanda e dell'Islanda. Non sono presenti specie americane.
L'habitat preferenziale risulta essere la foresta tropicale o subtropicale.

## Biologia
Le abitudini sono principalmente diurne. Sia i maschi sia le femmine sono forti volatori, e suggono il nettare da fiori di varie specie, librandosi in un volo stazionario presso la corolla, senza posarsi; questa caratteristica, che ricorda il volo dei colibrì, ha dato origine al loro nome comune di Sfingi-colibrì.

### Alimentazione
I bruchi si alimentano su foglie di vari generi di Rubiaceae, tra cui:
- Borreria G.Mey.
- Galium L.

- Guettarda L.
- Morinda L.
- Paederia L.
- Psychotria L.
- Rubia L.
- Spermacoce L.

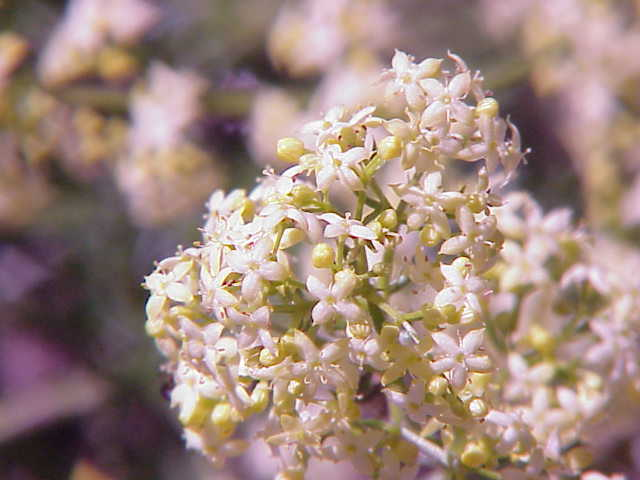
Galium verum, le cui foglie vengono parassitate dal bruco di Macroglossum stellatarum

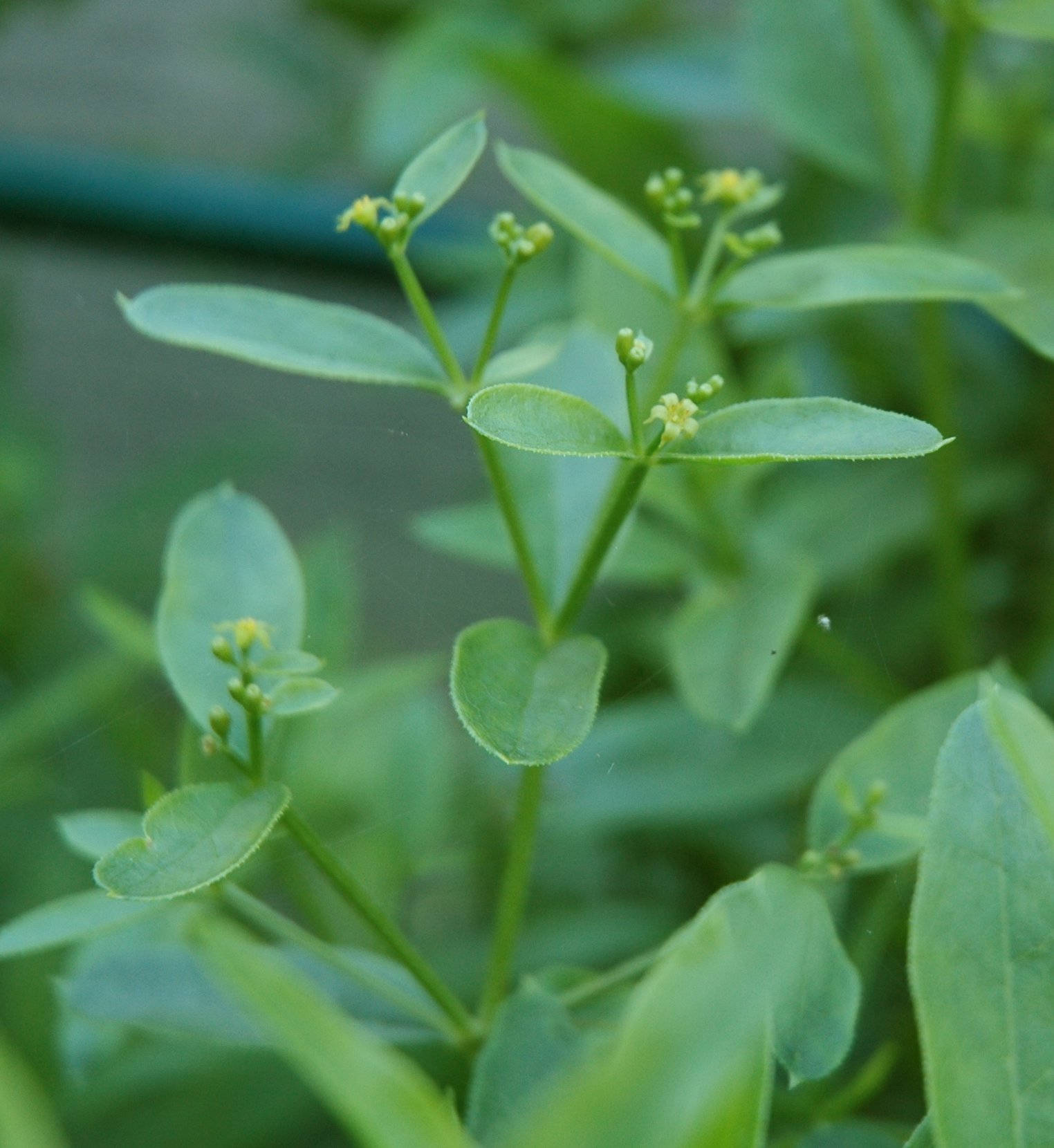
Rubia tinctorum, altra pianta ospite per i bruchi di Macroglossum stellatarum

Vengono inoltre attaccate specie dei generi:
- Aster L. (fam. Asteraceae)
- Carduus L. (fam. Asteraceae)
- Centaurea L. (fam. Asteraceae)
- Corchorus L. (fam. Malvaceae)
- Daphniphyllum Bl. (fam. Daphniphyllaceae)
- Petunia Juss. (fam. Solanaceae)
- Phlox L. (fam. Polemoniaceae)
- Photinia Lindl. (fam. Rosaceae)
- Stellaria Seguier (fam. Caryophyllaceae)

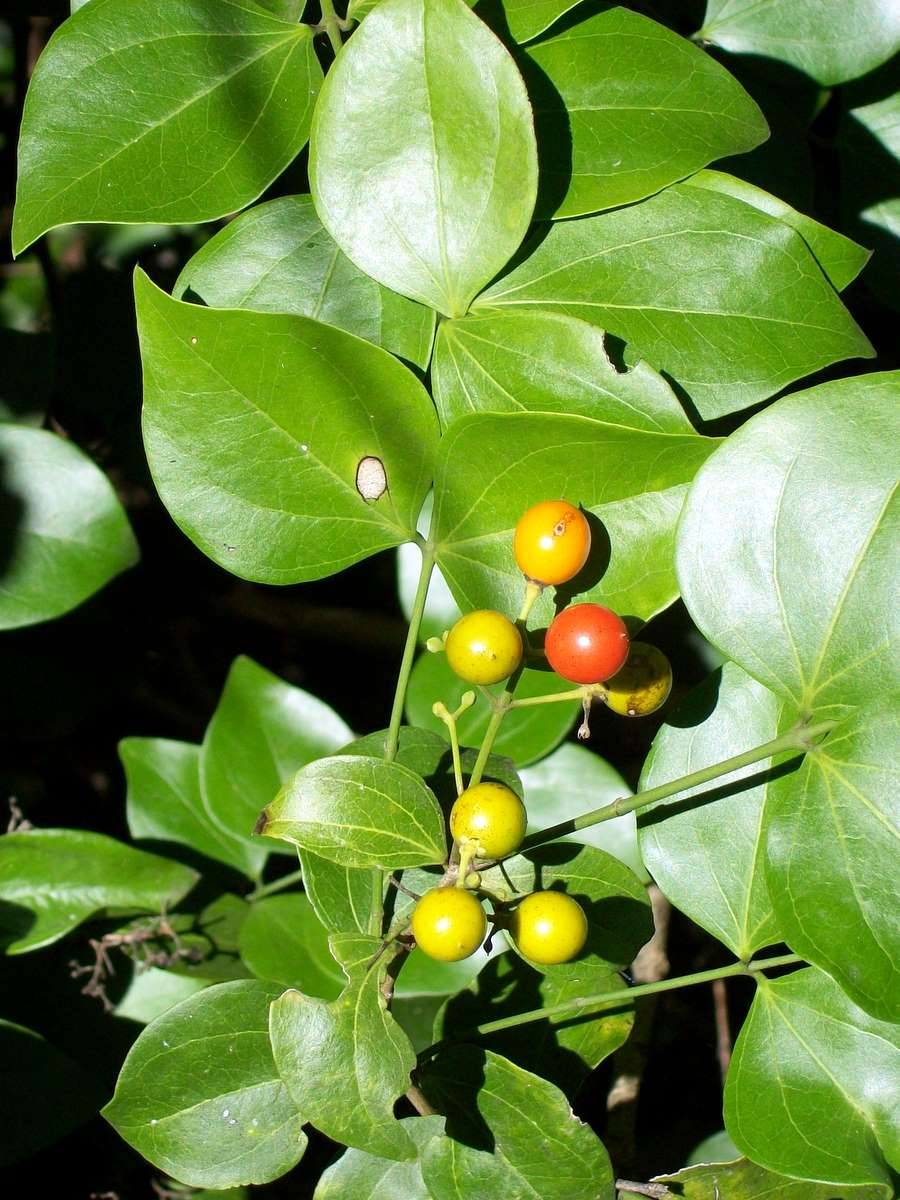
Strychnos psilosperma, pianta ospite per i bruchi di Macroglossum corythus

- Strychnos L. (fam. Loganiaceae)

## Tassonomia

### Specie
Il genere comprende 113 specie:
- Macroglossum adustum Rothschild & Jordan, 1916
- Macroglossum aesalon Mabille, 1879
- Macroglossum affictitia Butler, 1875
- Macroglossum albigutta Rothschild & Jordan, 1903
- Macroglossum albolineata Clark, 1935
- Macroglossum alcedo Boisduval, 1832
- Macroglossum alluaudi de Joannis, 1893
- Macroglossum amoenum Rothschild & Jordan, 1903
- Macroglossum aquila Boisduval, 1875
- Macroglossum arimasi Hogenes & Treadaway, 1993
- Macroglossum assimilis Swainson, 1821
- Macroglossum augarra Rothschild, 1904
- Macroglossum avicula Boisduval, 1875
- Macroglossum backi Eitschberger, 2009
- Macroglossum belis (Linnaeus, 1758)
- Macroglossum bifasciata (Butler, 1875)
- Macroglossum bombylans Boisduval, 1875
- Macroglossum buini Clark, 1926
- Macroglossum buruensis Holland, 1900
- Macroglossum cadioui Schnitzler & Speidel, 2004
- Macroglossum caldum Jordan, 1926
- Macroglossum calescens Butler, 1882
- Macroglossum castaneum Rothschild & Jordan, 1903
- Macroglossum clemensi Cadiou, 1998
- Macroglossum corythus Walker, 1856
- Macroglossum dohertyi Rothschild, 1894
- Macroglossum eggeri Eitschberger, 2003
- Macroglossum eichhorni Rothschild & Jordan, 1903
- Macroglossum faro (Cramer, 1779)
- Macroglossum fischeri Eitschberger, 2009
- Macroglossum fritzei Rothschild & Jordan, 1903
- Macroglossum fruhstorferi Huwe, 1895
- Macroglossum glaucoptera Butler, 1875
- Macroglossum godeffroyi (Butler, 1882)
- Macroglossum gyrans Walker, 1856
- Macroglossum haslami Clark, 1922
- Macroglossum haxairei Eitschberger, 2003
- Macroglossum heliophila Boisduval, 1875
- Macroglossum hemichroma Butler, 1875
- Macroglossum hirundo Boisduval, 1832
- Macroglossum incredibile Eitschberger, 2006
- Macroglossum insipida Butler, 1875
- Macroglossum jani Hogenes & Treadaway, 1998
- Macroglossum joannisi Rothschild & Jordan, 1903
- Macroglossum kadneri Eitschberger, 2004
- Macroglossum kishidai Cadiou, 1998
- Macroglossum kitchingi Cadiou, 1997
- Macroglossum kleineri Eitschberger, 2006
- Macroglossum lepidum Rothschild & Jordan, 1915
- Macroglossum leytensis Eitschberger, 2006
- Macroglossum limata Swinhoe, 1892
- Macroglossum luteata Butler, 1875
- Macroglossum malitum Zwick & Treadaway, 2001
- Macroglossum marquesanum Collenette, 1935
- Macroglossum mediovitta Rothschild & Jordan, 1903
- Macroglossum meeki Rothschild & Jordan, 1903
- Macroglossum melanoleuca Cadiou & Schnitzler, 2001
- Macroglossum melas Rothschild & Jordan, 1903
- Macroglossum micacea Walker, 1856
- Macroglossum milvus (Boisduval, 1833)
- Macroglossum mitchellii Boisduval, 1875
- Macroglossum moecki Rutimeyer, 1969
- Macroglossum mouldsi Lachlan & Kitching, 2001
- Macroglossum multifascia Rothschild & Jordan, 1903
- Macroglossum napolovi Eitschberger, 2004
- Macroglossum nemesis Cadiou, 1998
- Macroglossum neotroglodytus Kitching & Cadiou, 2000
- Macroglossum nigellum Rothschild & Jordon, 1916
- Macroglossum nubilum Rothschild & Jordan, 1903
- Macroglossum nycteris Kollar, 1844
- Macroglossum oceanicum Rothschild & Jordan, 1915
- Macroglossum pachycerus Rothschild & Jordan, 1903
- Macroglossum palawana Eitschberger & Treadaway, 2004
- Macroglossum particolor Rothschild & Jordan, 1903
- Macroglossum passalus (Drury, 1773)
- Macroglossum paukstadtorum Eitschberger, 2005
- Macroglossum perplexum Eitschberger, 2003
- Macroglossum phocinum Rothschild & Jordan, 1903
- Macroglossum poecilum Rothschild & Jordan, 1903
- Macroglossum prometheus Boisduval, 1875
- Macroglossum pseudocorythus Eitschberger, 2003
- Macroglossum pseudoluteata Eitschberger, 2003
- Macroglossum pseudonigellum Eitschberger, 2006
- Macroglossum pyrrhosticta Butler, 1875

- Macroglossum rectans Rothschild & Jordan, 1903
- Macroglossum regulus Boisduval, 1875
- Macroglossum reithi Cadiou, 1997
- Macroglossum ronja Eitschberger, 2009
- Macroglossum saga Butler, 1878

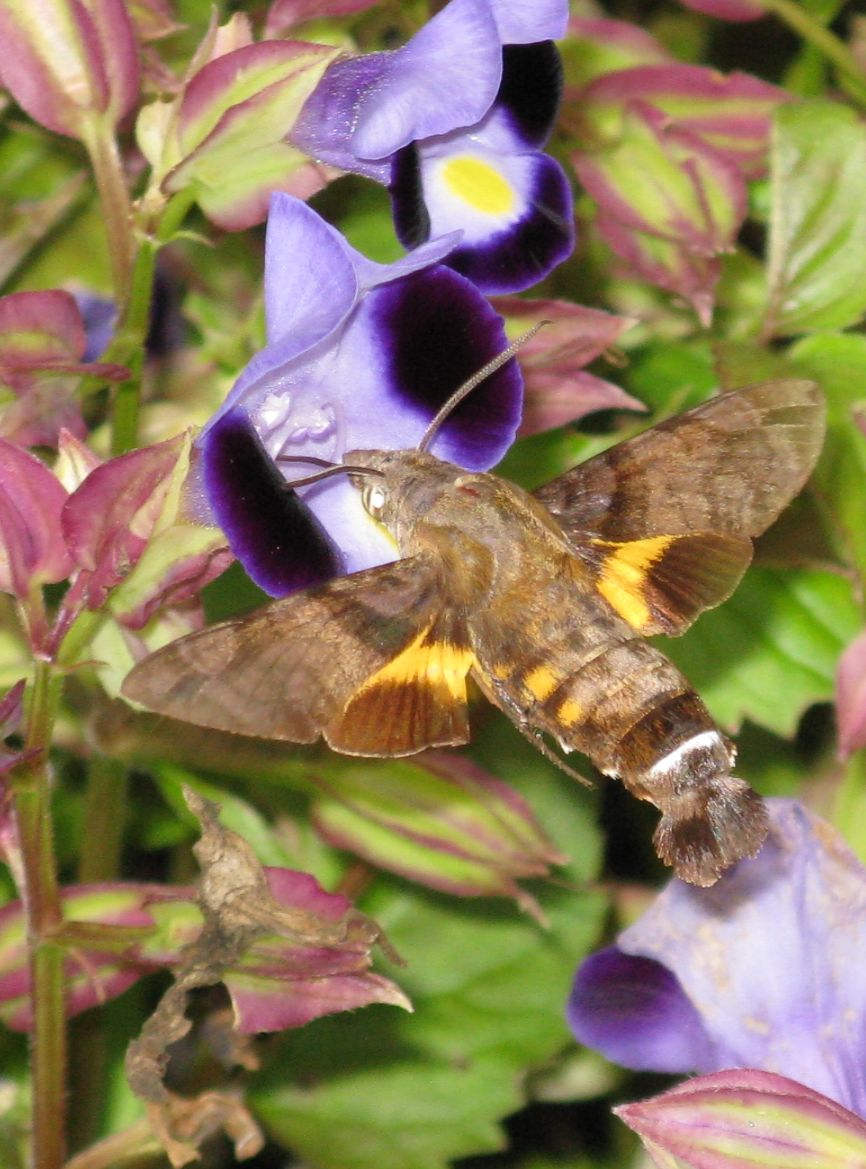
Macroglossum pyrrhosticta fotografata a Osaka, in Giappone

- Macroglossum schnitzleri Cadiou, 1998
- Macroglossum semifasciata Hampson, 1893
- Macroglossum sitiene Walker, 1856
- Macroglossum soror Rothschild & Jordan, 1903
- Macroglossum spilonotum Rothschild & Jordan, 1912
- Macroglossum stellatarum (Linnaeus, 1758) - specie tipo: Sphinx stellatarum Linnaeus, 1758 - Syst. Nat. (Edn 10) 1 : 493
- Macroglossum stenoxanthum Turner, 1925
- Macroglossum stevensi Clark, 1935
- Macroglossum stigma Rothschild & Jordan, 1903
- Macroglossum sulai Eitschberger, 2003
- Macroglossum svetlana Eitschberger & Fischer, 2009
- Macroglossum sylvia Boisduval, 1875
- Macroglossum tangalleum Eitschberger & Schnitzler, 2006
- Macroglossum tenebrosa Lucas, 1891
- Macroglossum tenimberi Clark, 1920
- Macroglossum trigi Eitschberger, 2004
- Macroglossum trochilus (Hubner, 1823)
- Macroglossum ungues Rothschild & Jordan, 1903
- Macroglossum vacillans Walker, 1865
- Macroglossum vadenberghi Hogenes, 1984
- Macroglossum variegatum Rothschild & Jordan, 1903
- Macroglossum vicinum Jordan, 1923
- Macroglossum vidua Rothschild & Jordan, 1903
- Macroglossum wolframmeyi Eitschberger & Treadaway, 2004

### Sinonimi
Sono stati riportati sette sinonimi:
- Bombylia Hübner, 1806 - Tentamen determinationis digestionis ... - specie tipo: Sphinx stellatarum Linnaeus, 1758
- Bombylia Hübner, 1822 - Syst.-alph. Verz.: 10-13
- Macroglossa Boisduval, 1833 - Nouv. Annls Mus. Hist. Nat. Paris 2 : 226 - specie tipo: Macroglossa milvus Boisduval, 1833
- Macroglossa Ochsenheimer, 1816 - Schmett. von Eur. 4 : 212
- Psithyros Hübner, 1819 - Verz. bek. Schmett. (9): 132 - specie tipo: Sphinx stellatarum Linnaeus, 1758
- Rhamphoschisma Wallengren, 1858 - Öfvers. Vet. Akad. Förh. 15 : 139 - specie tipo: Psithyros trochilus Hübner, (1823)
- Rhopalopsyche Butler, 1875 - Proc. zool. Soc. Lond.

### Alcune specie

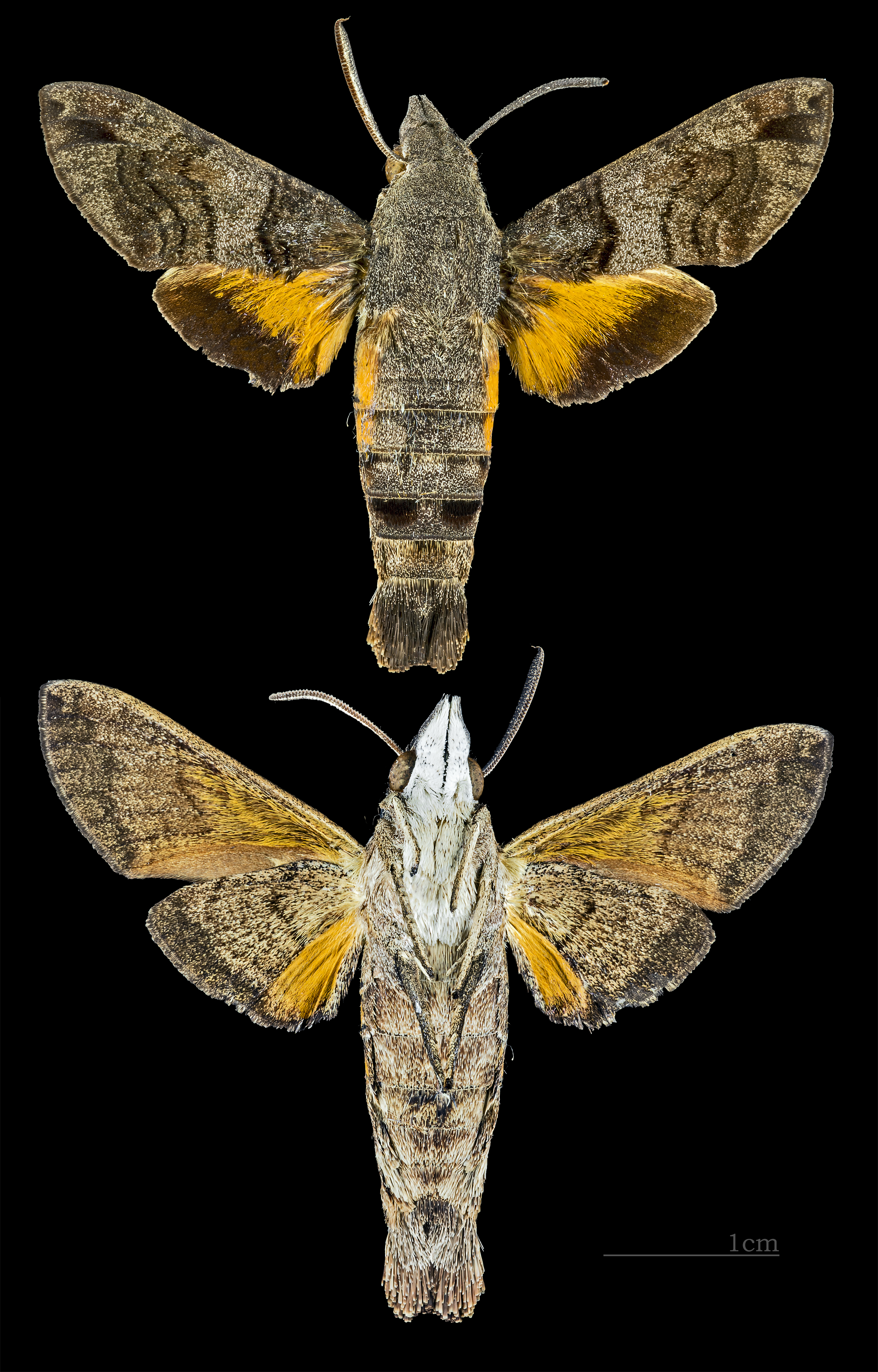
Macroglossum affictitia
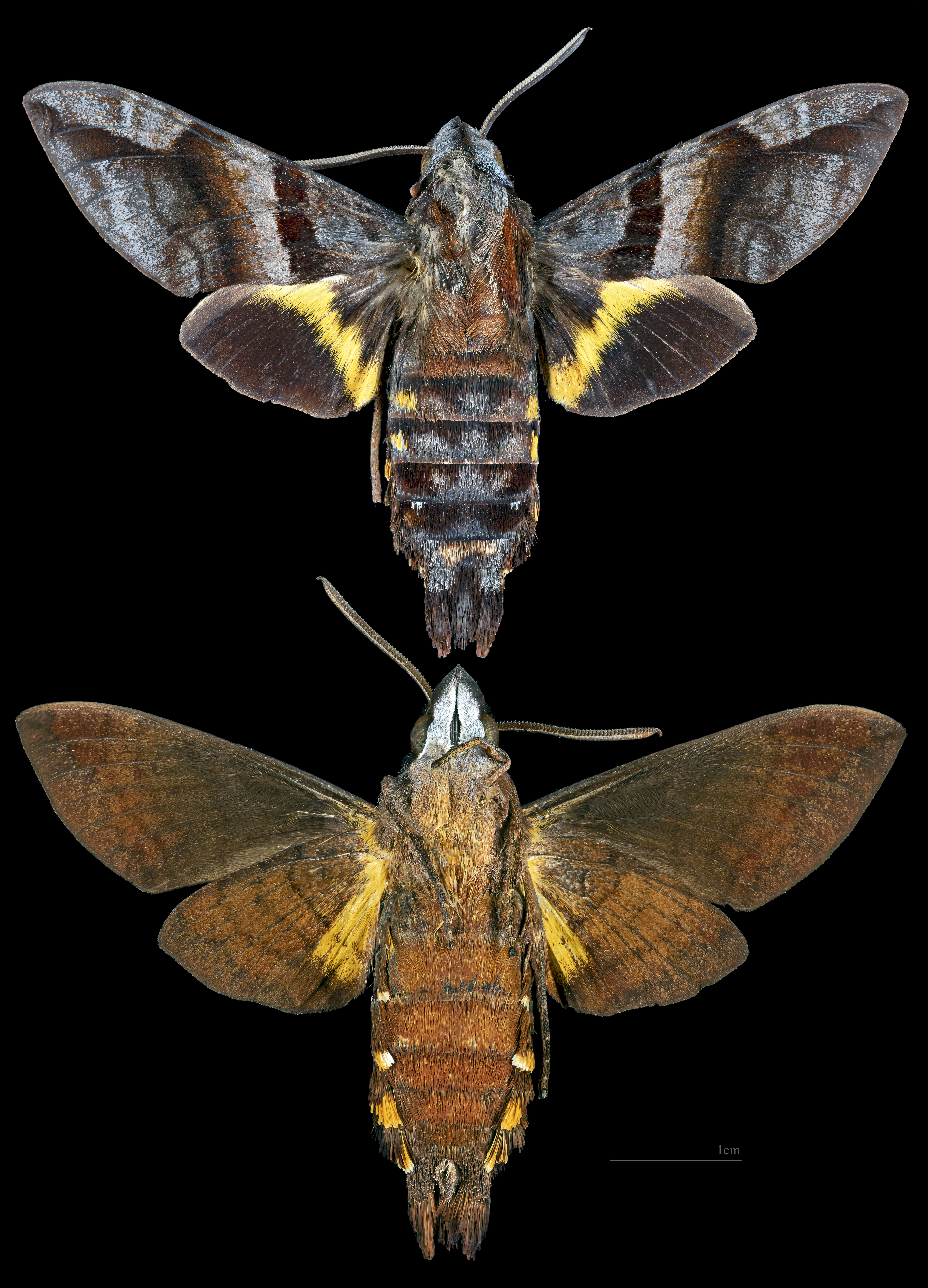
Macroglossum augarra
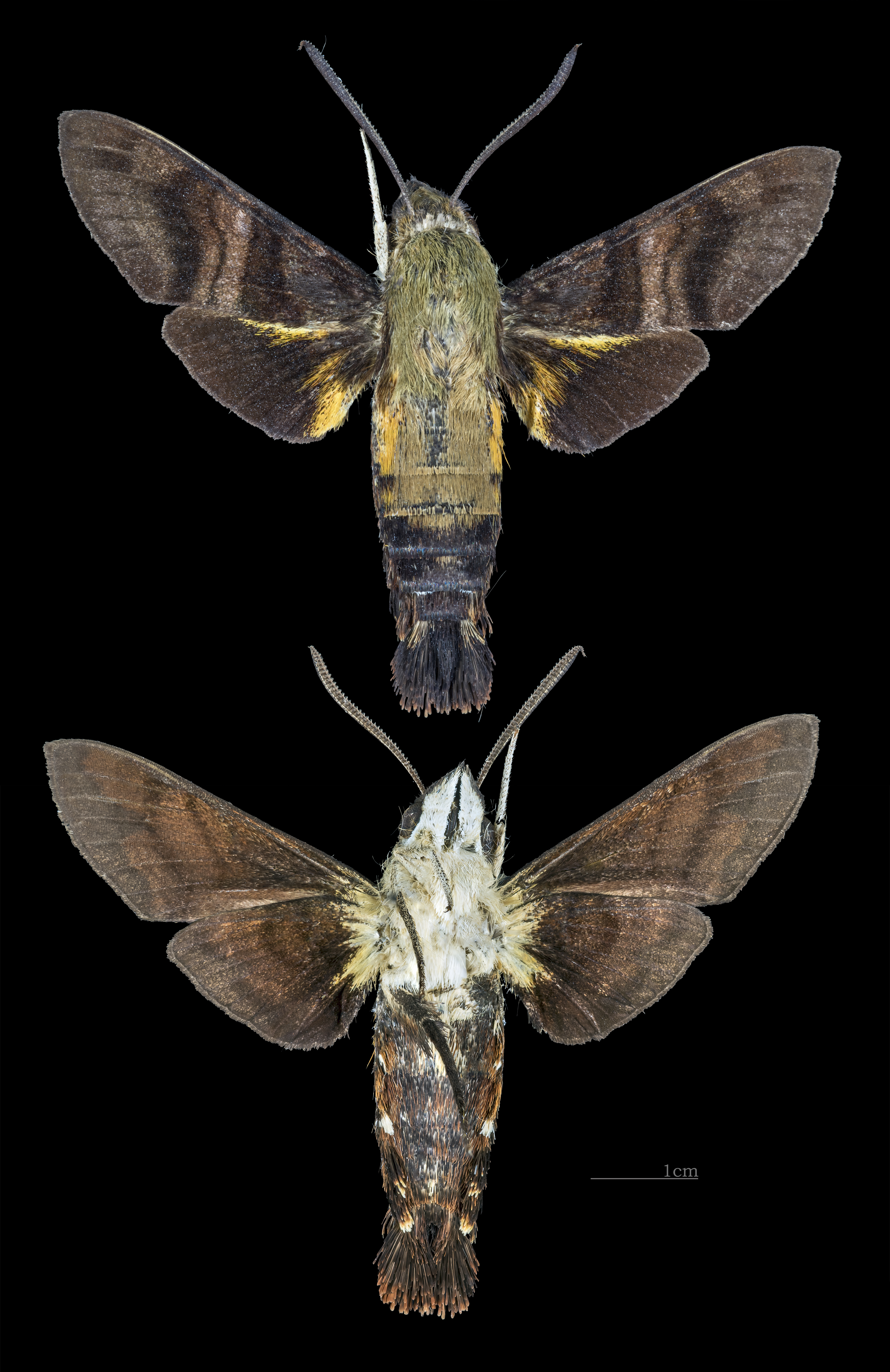
Macroglossum avicula
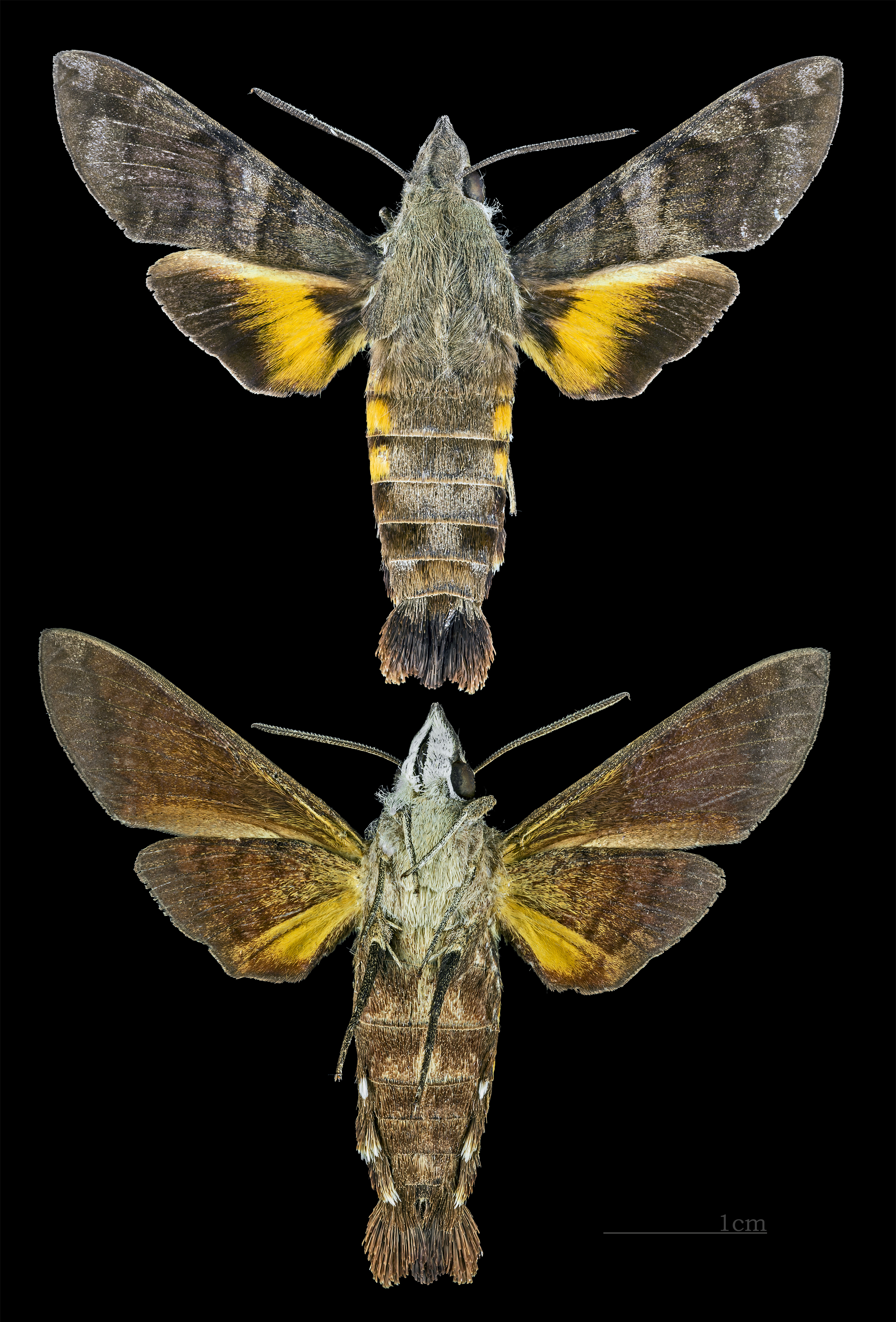
Macroglossum belis
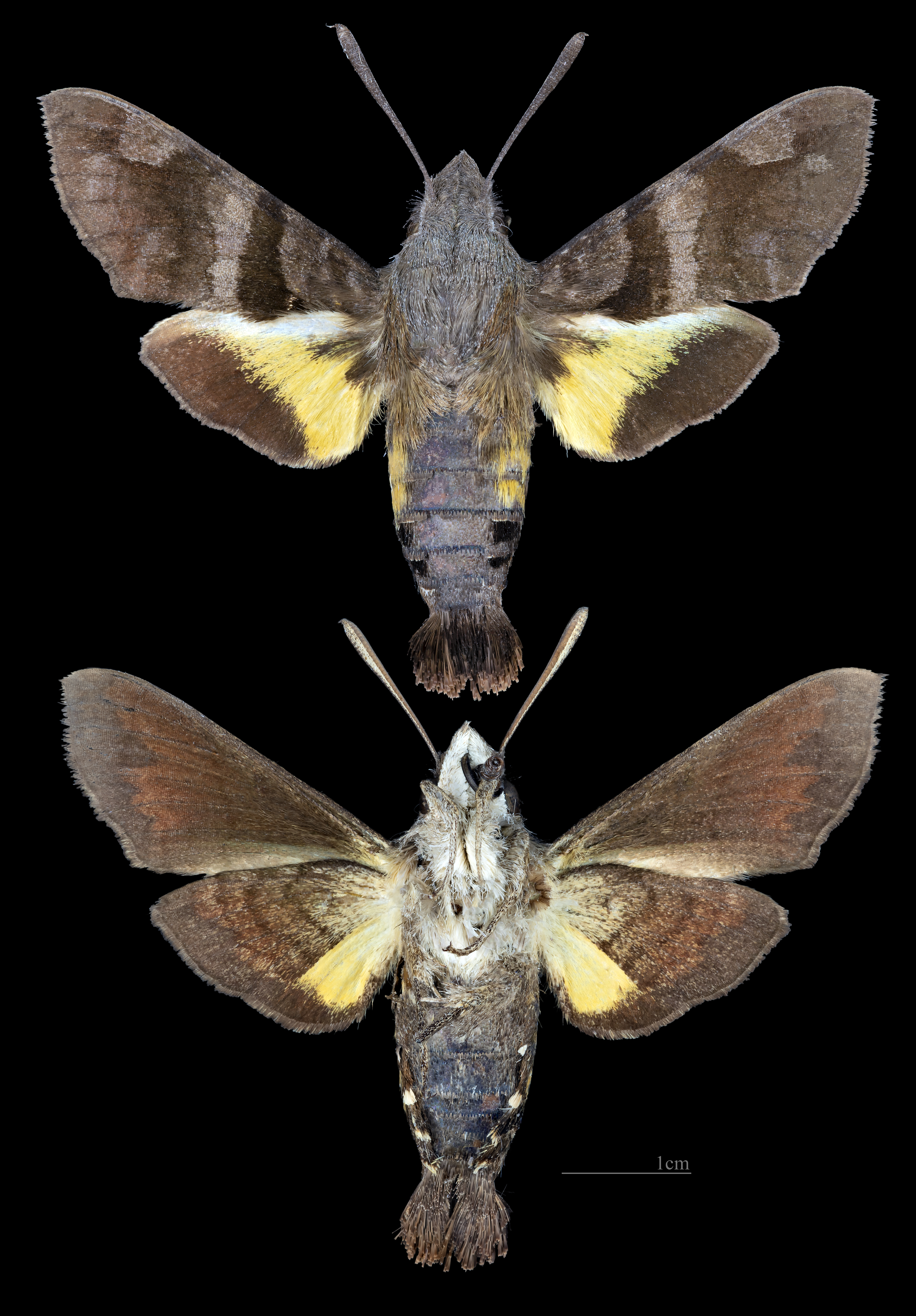
Macroglossum bifasciata
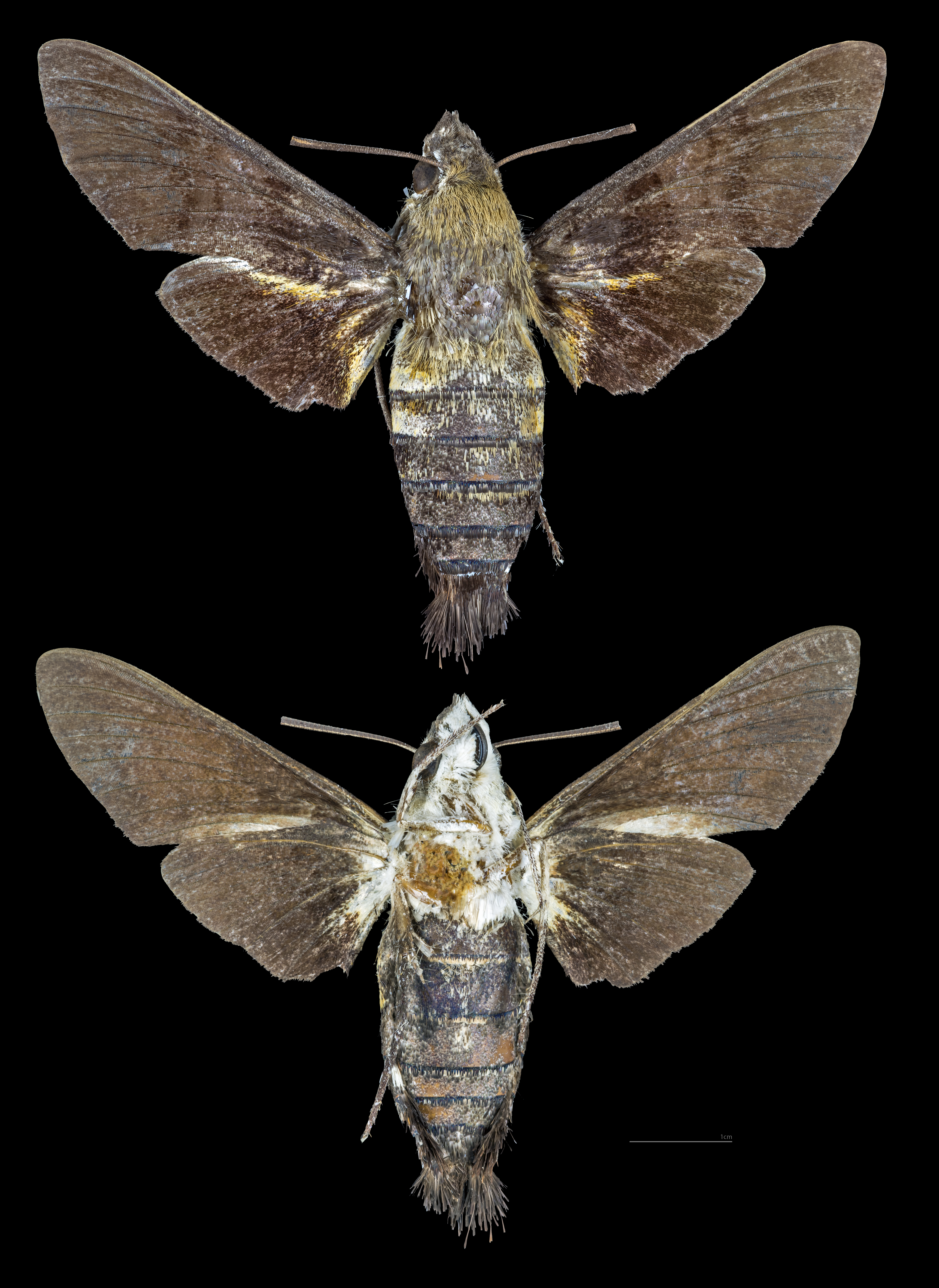
Macroglossum bombylans
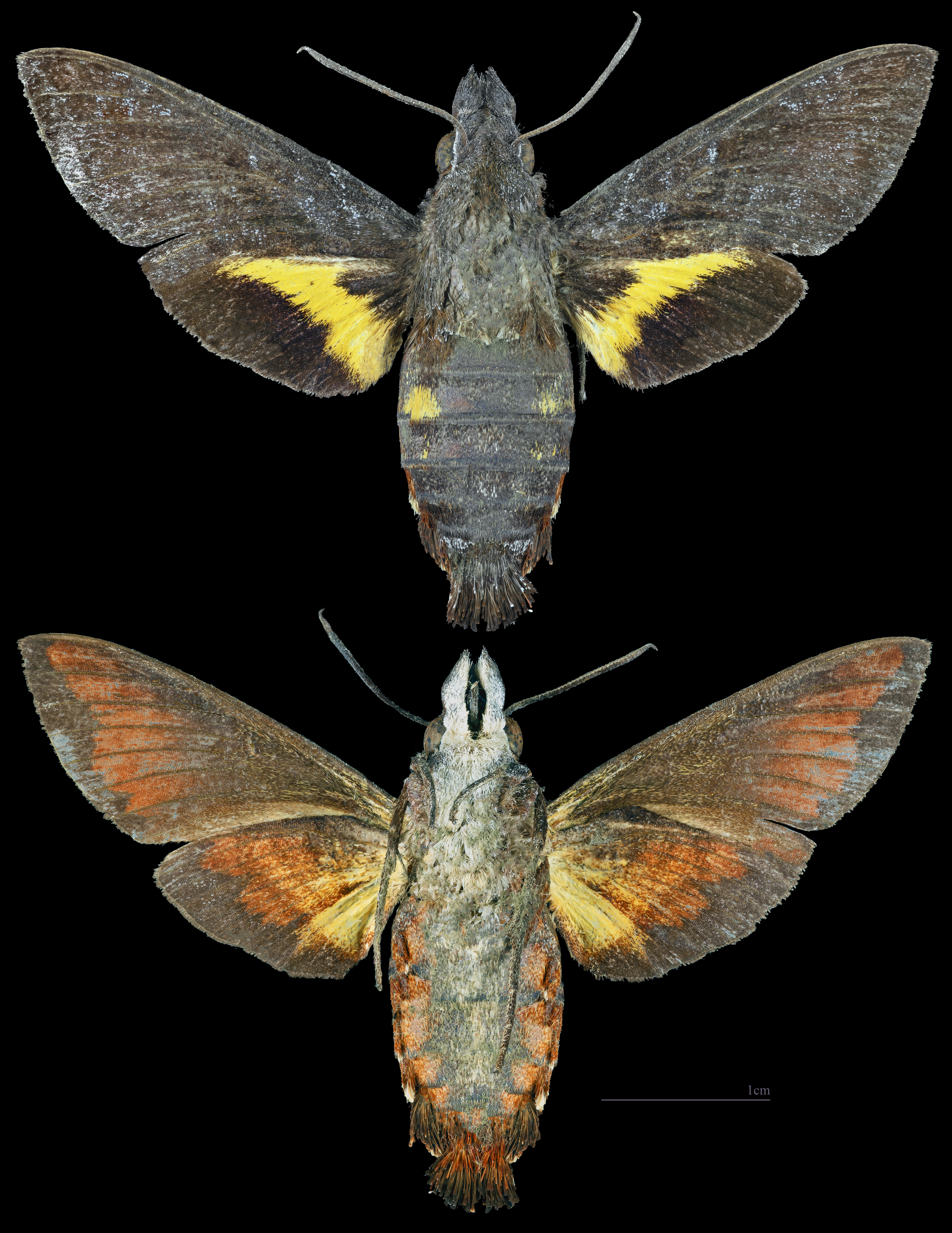
Macroglossum caldum
Macroglossum corythus
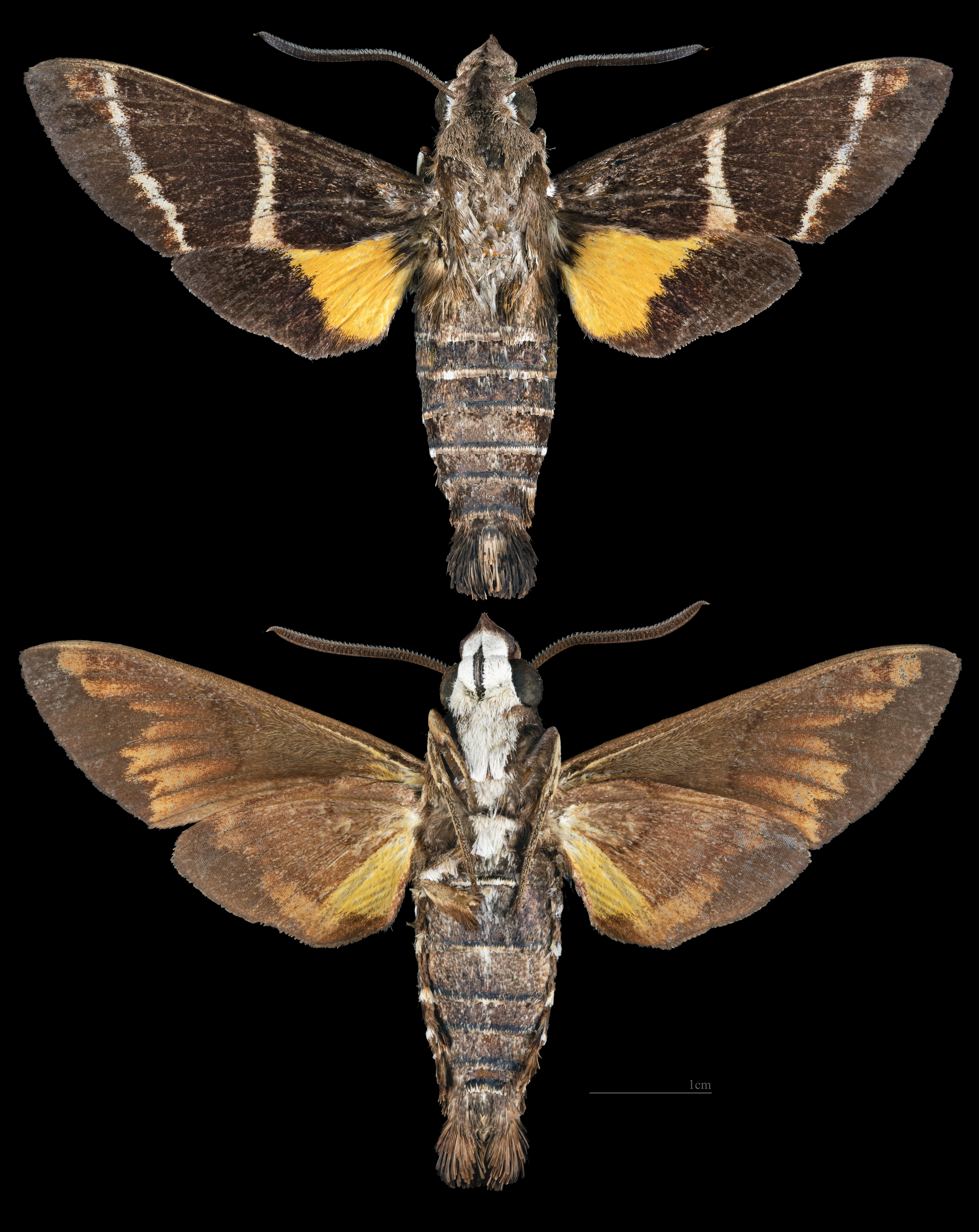
Macroglossum dohertyi
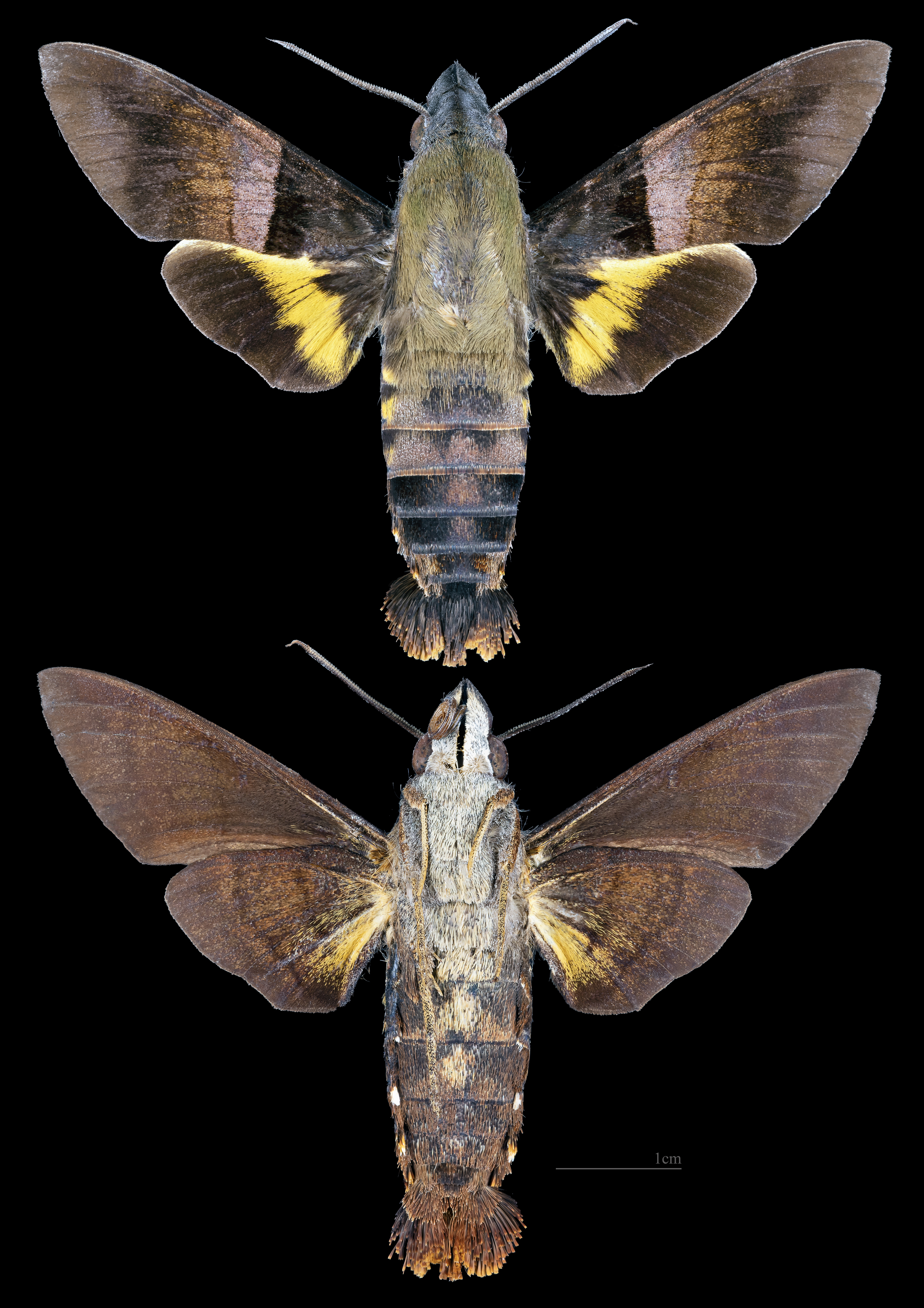
Macroglossum faro
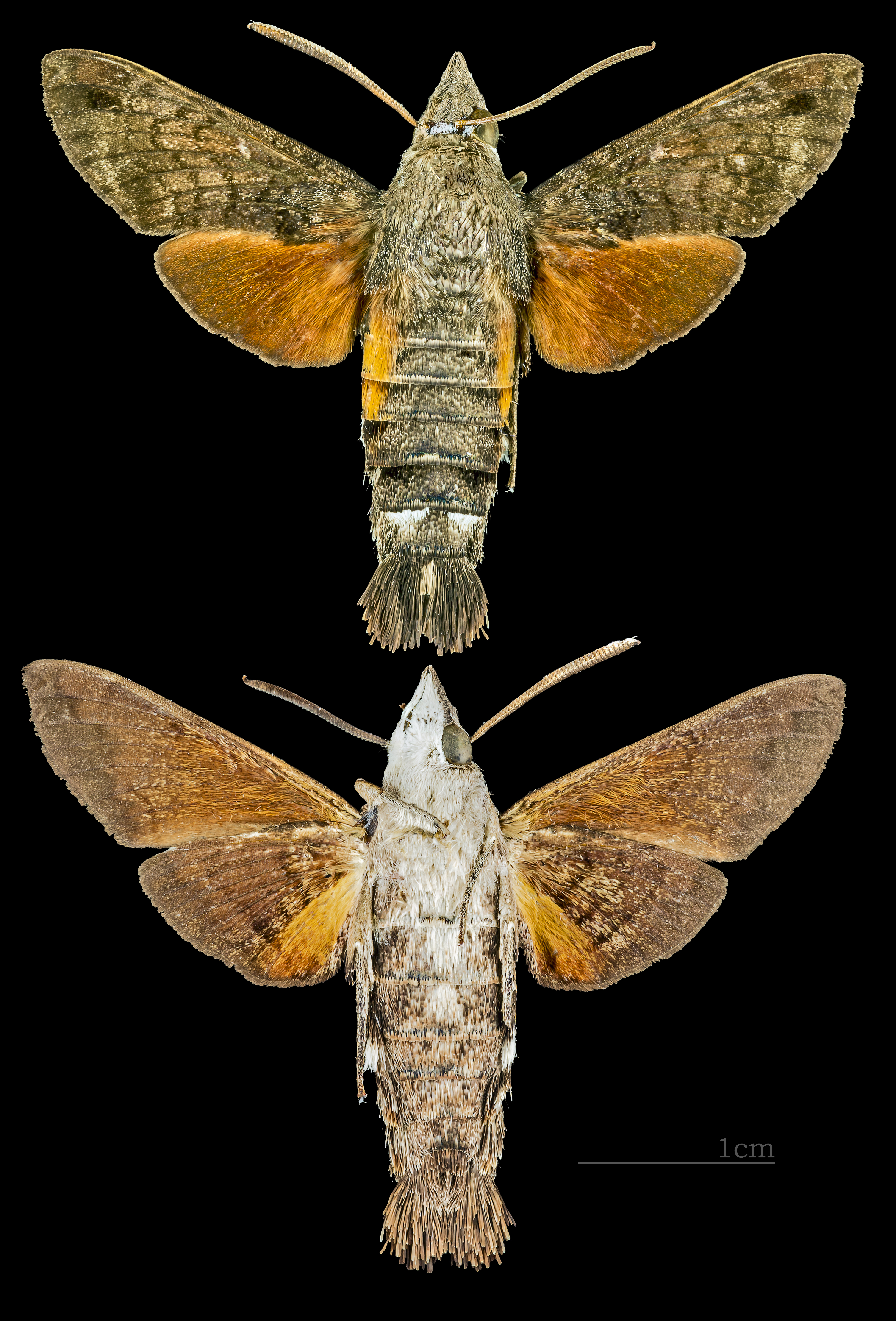
Macroglossum gyrans
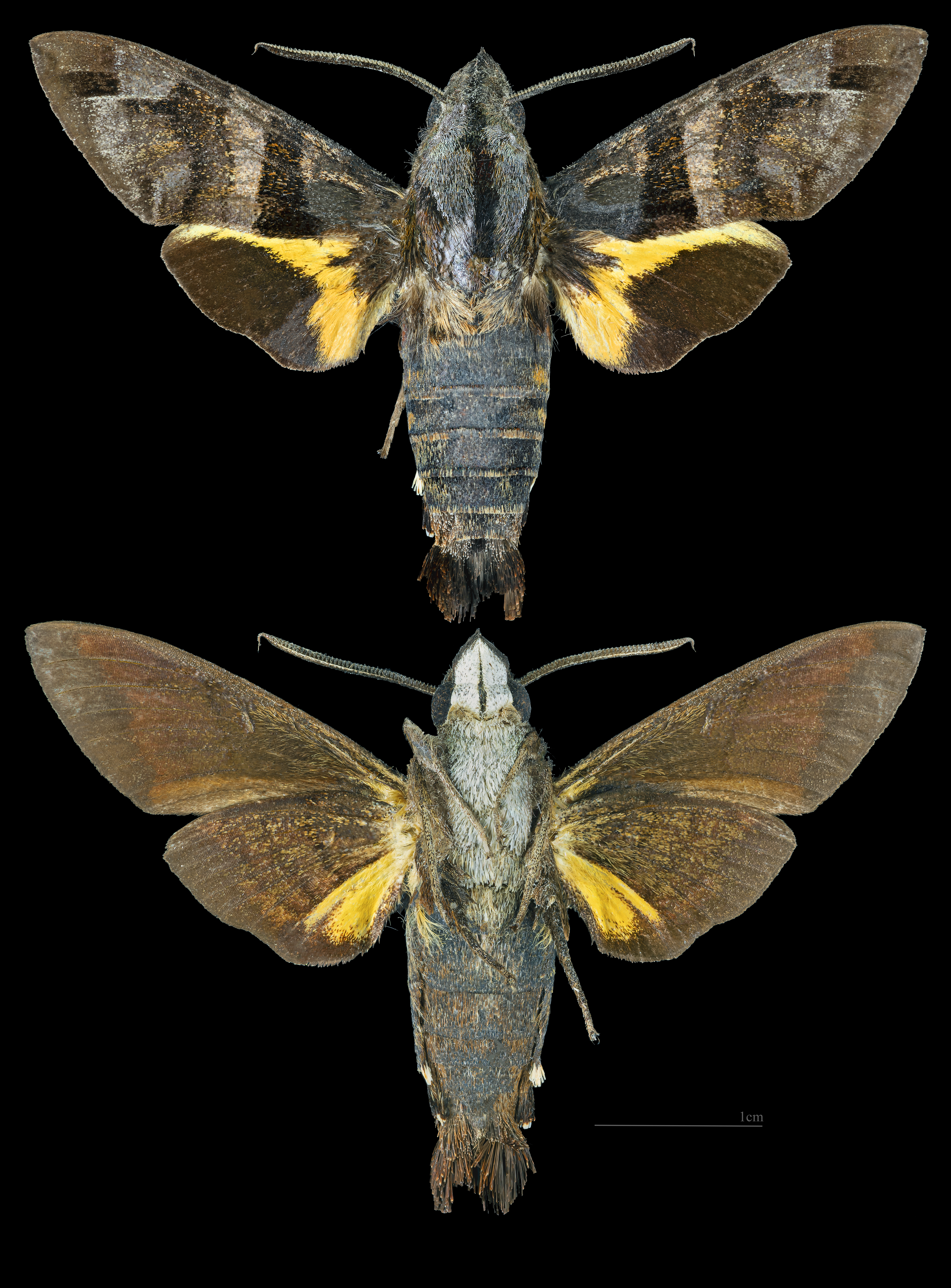
Macroglossum heliophila
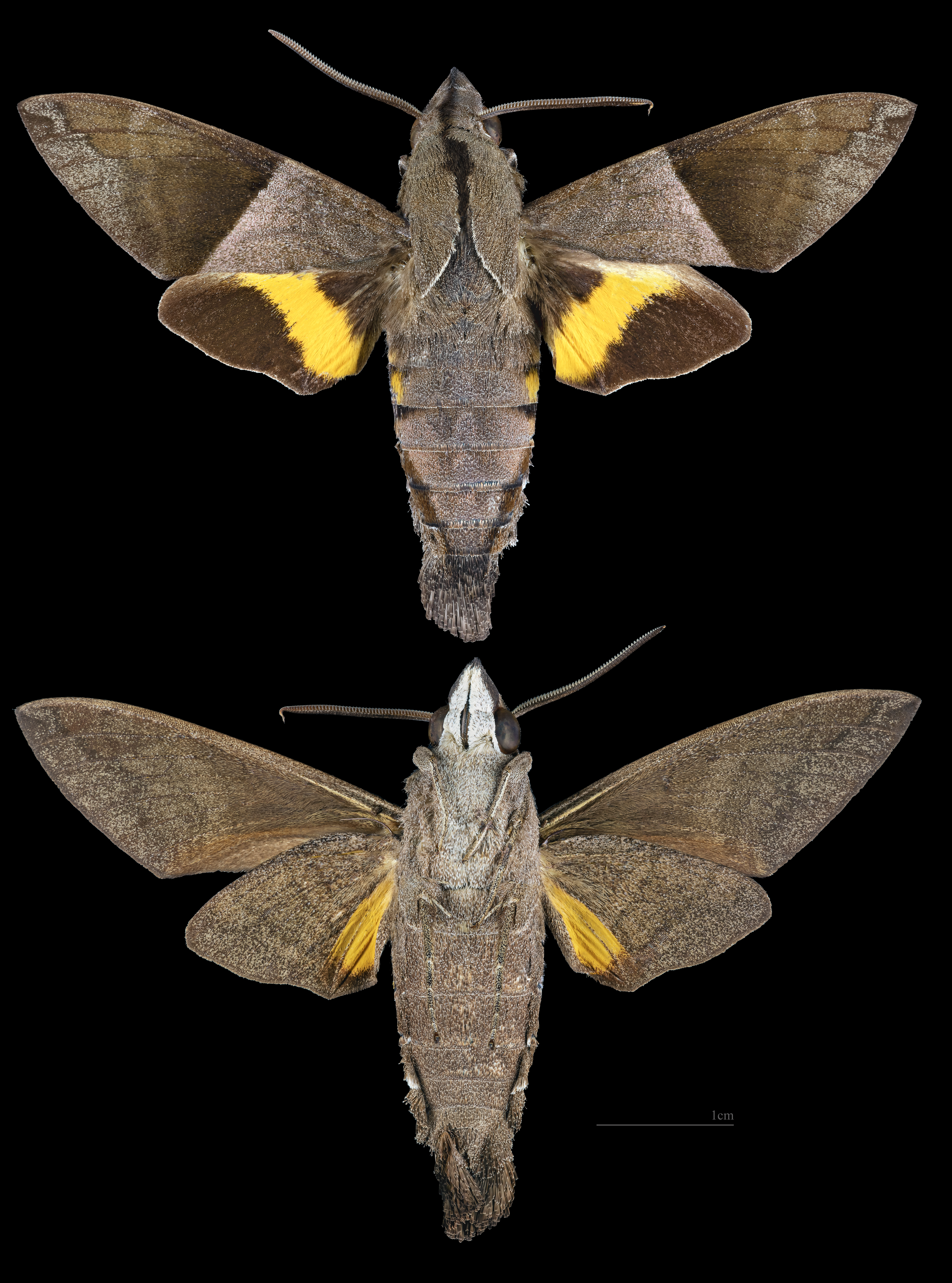
Macroglossum hemichroma
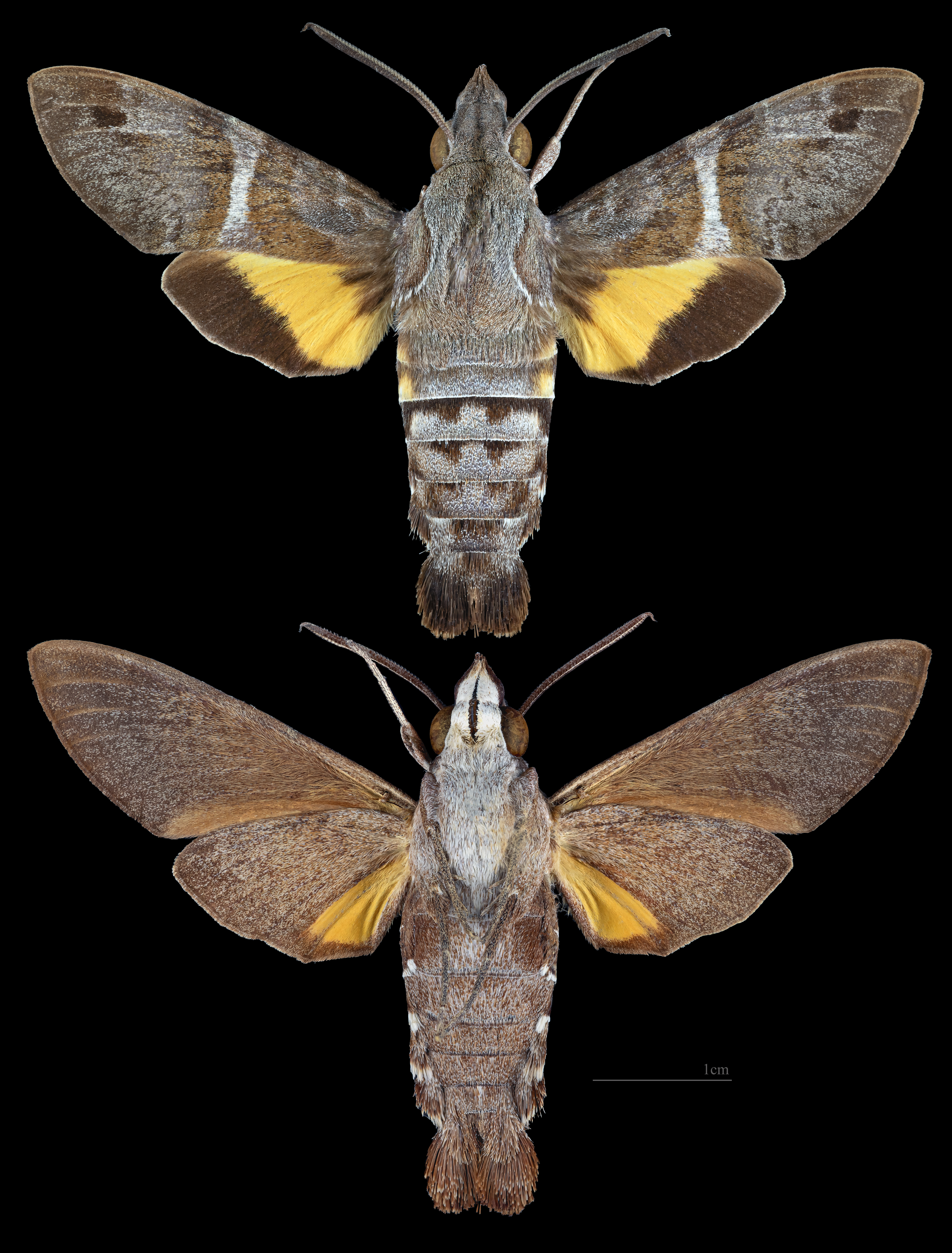
Macroglossum hirundo
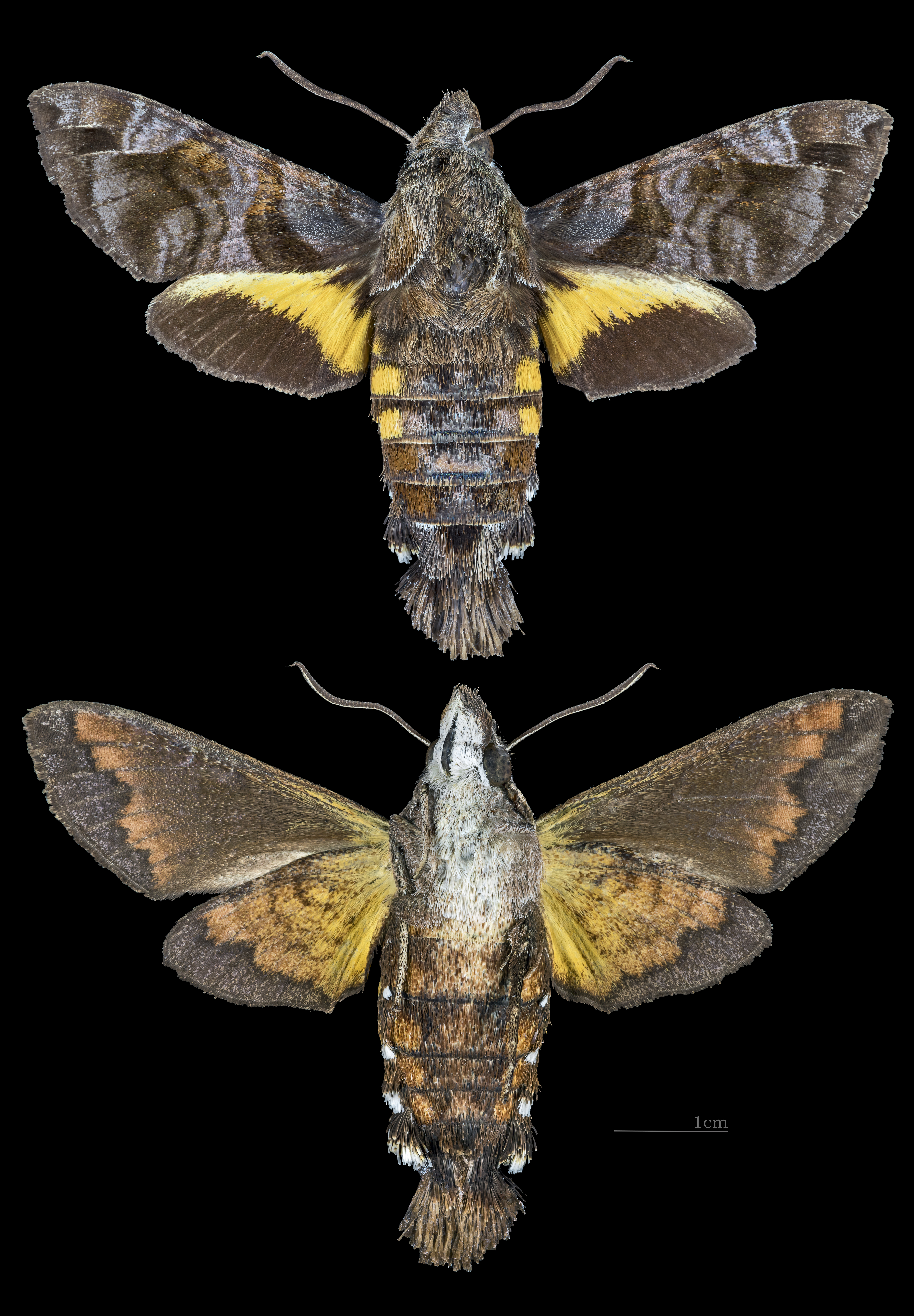
Macroglossum insipida
Macroglossum kitchingi
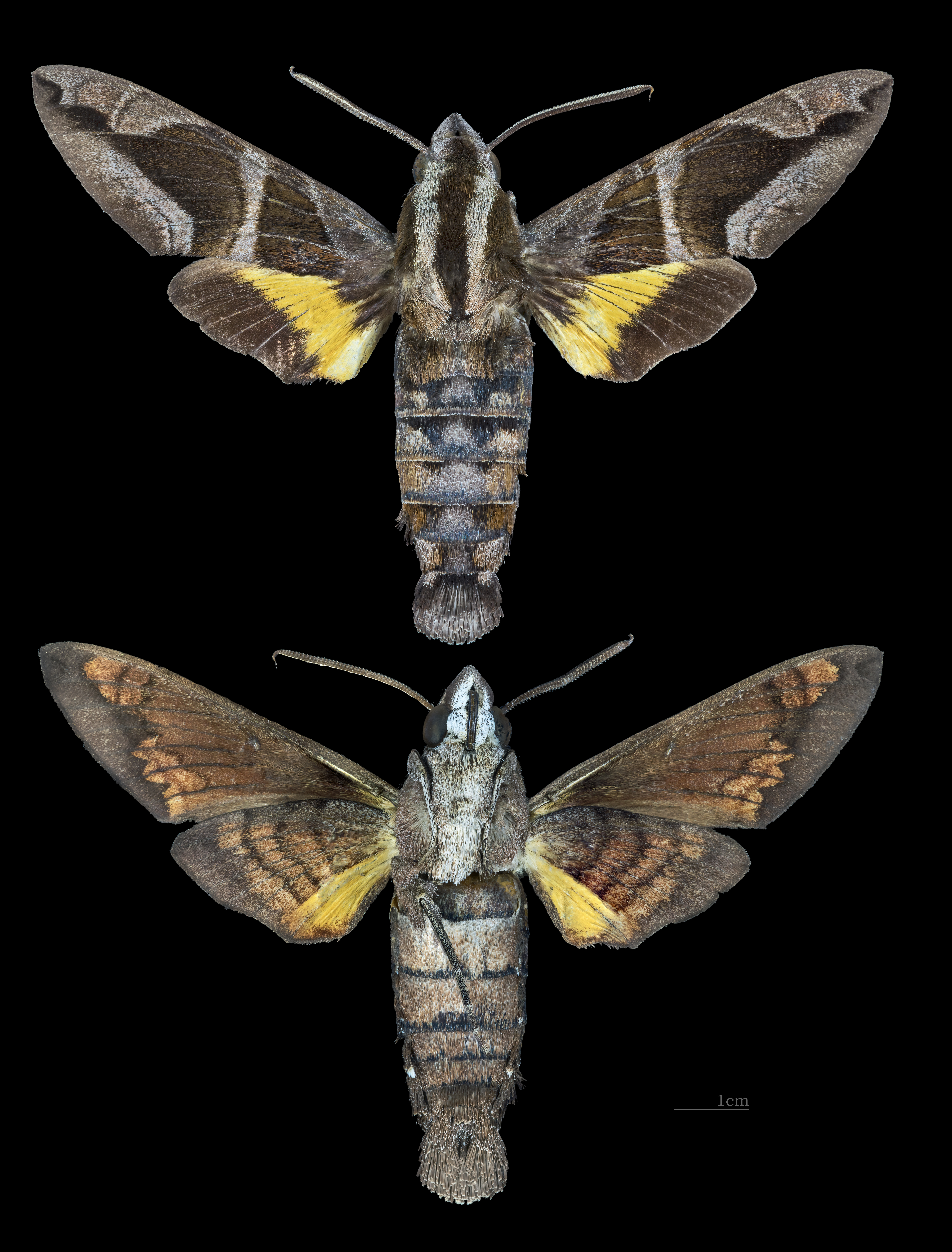
Macroglossum mitchellii
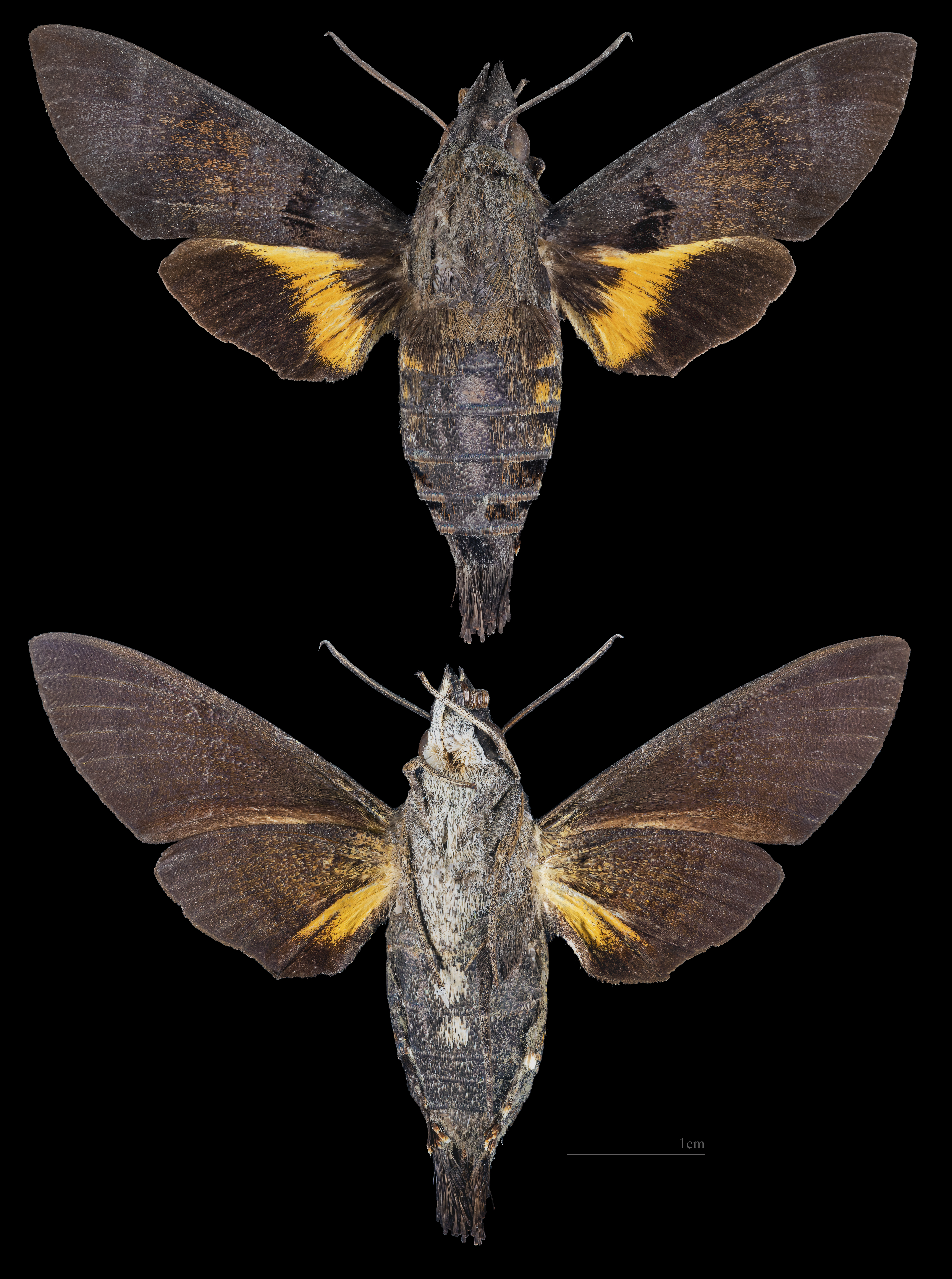
Macroglossum nigellum
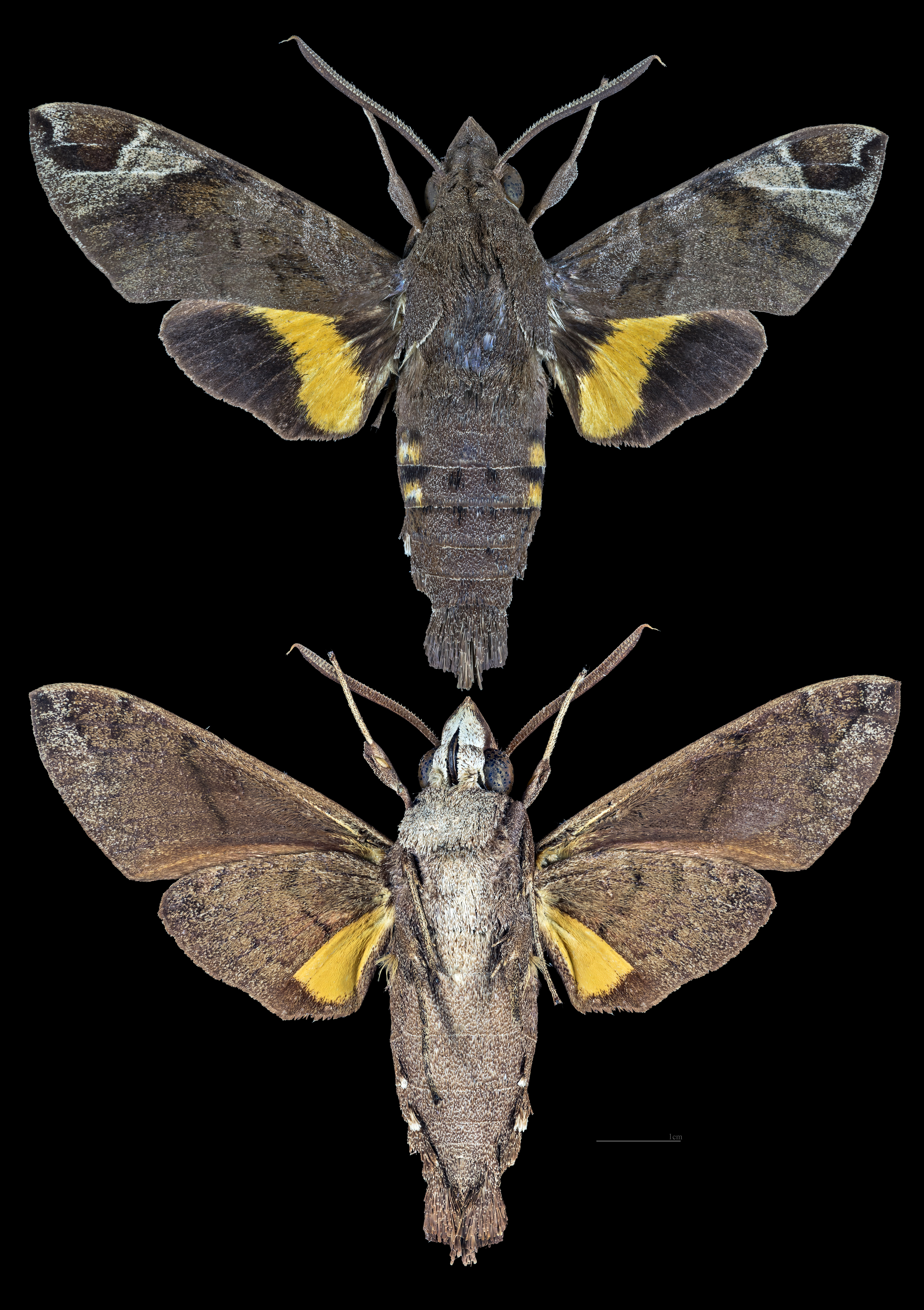
Macroglossum nubilum
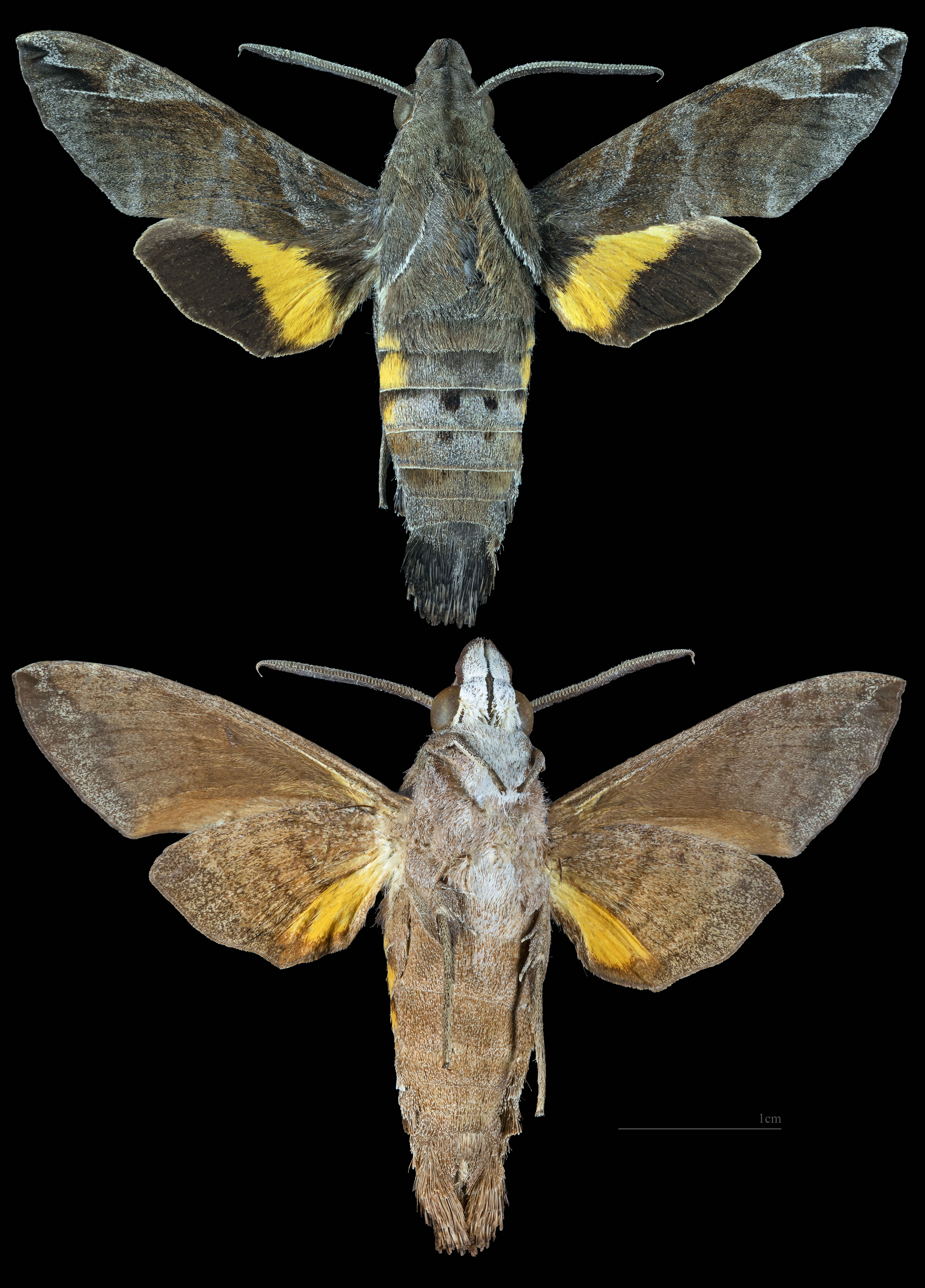
Macroglossum prometheus
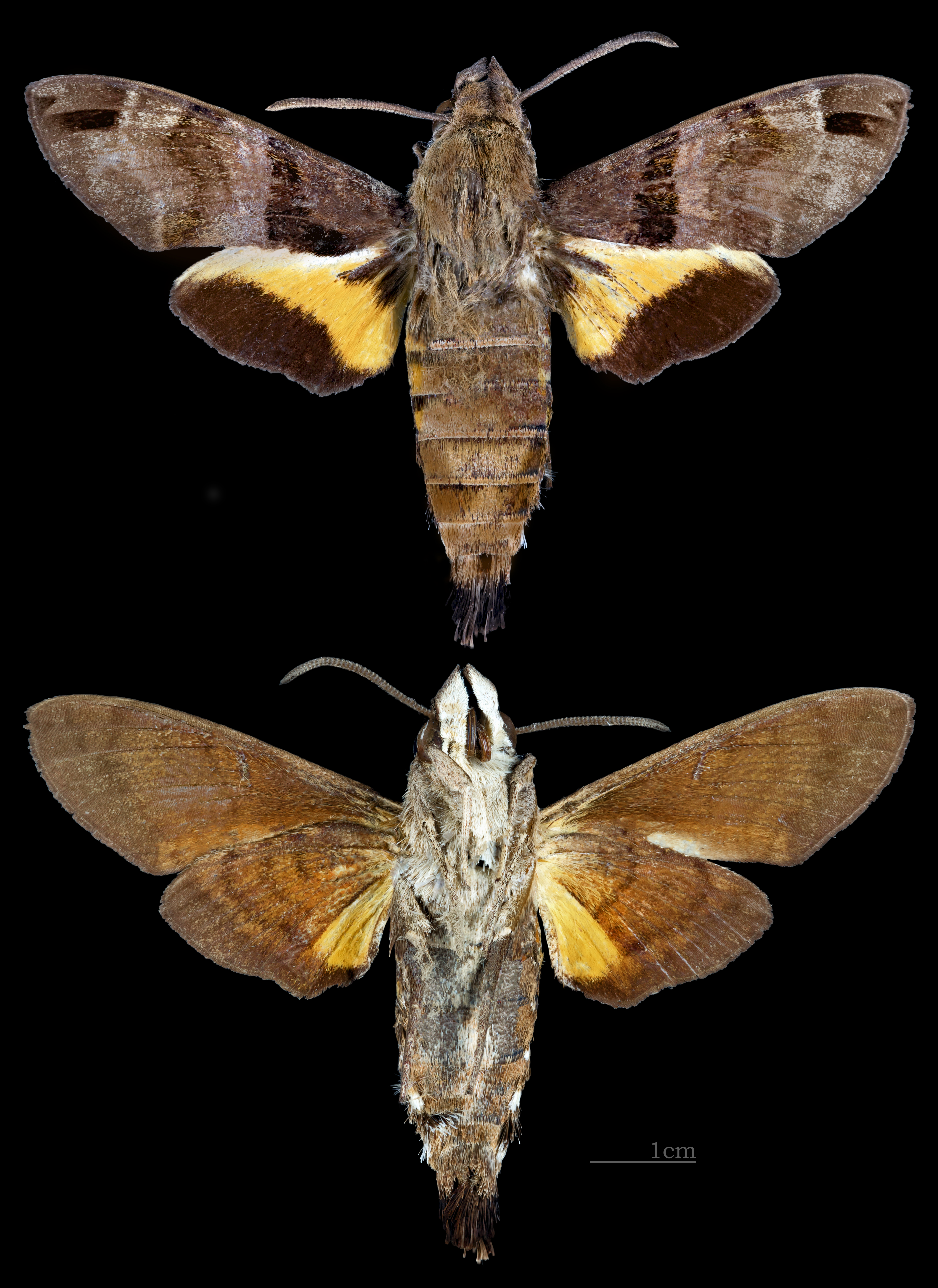
Macroglossum pyrrhosticta
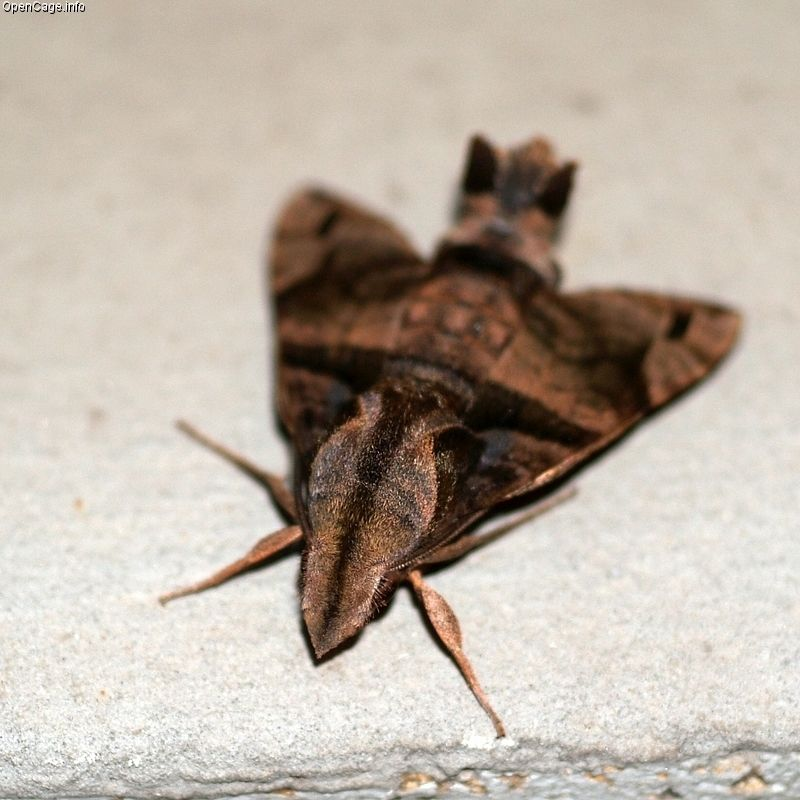
Macroglossum pyrrhosticta
Macroglossum reithi
Macroglossum semifasciata
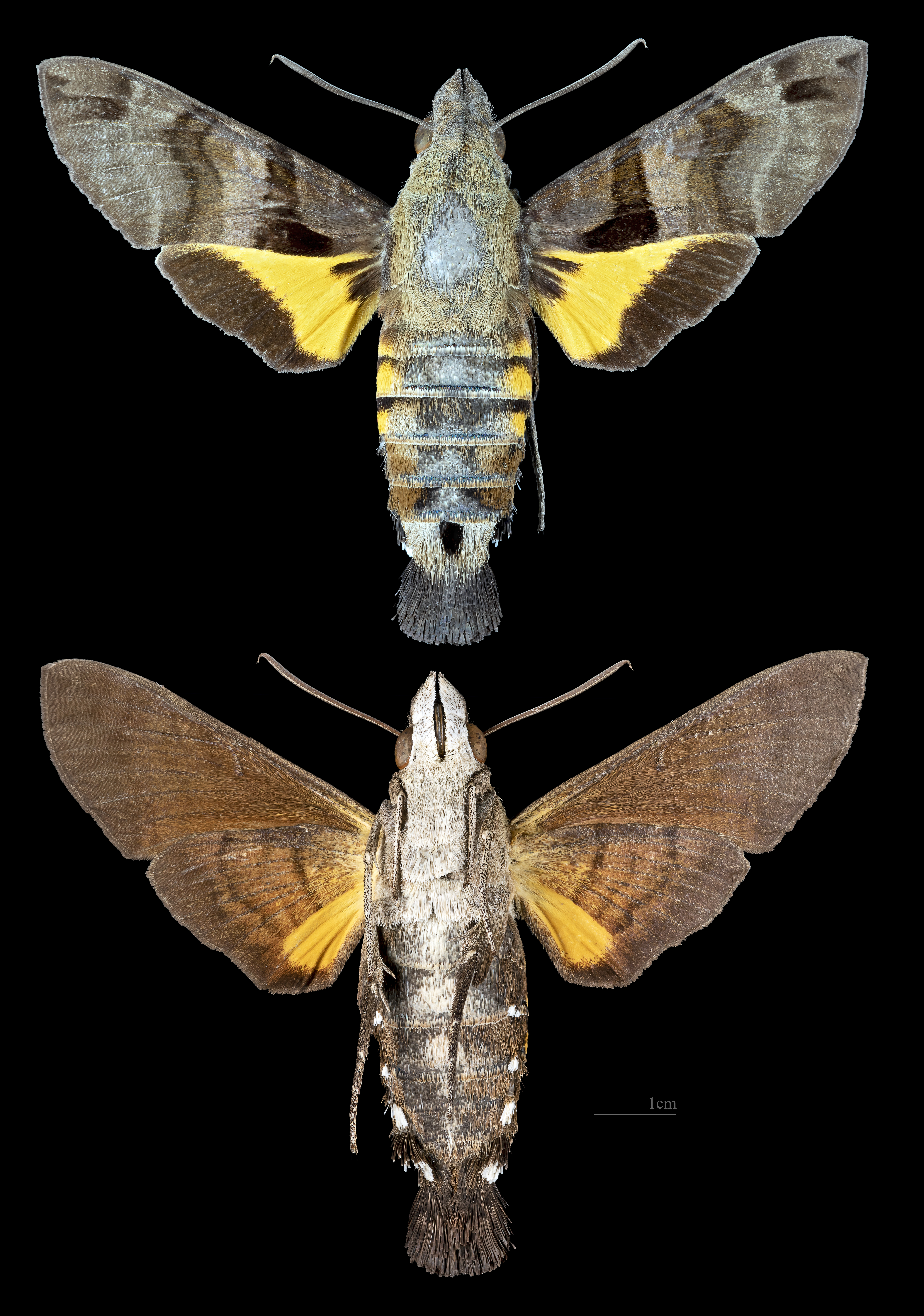
Macroglossum sitiene
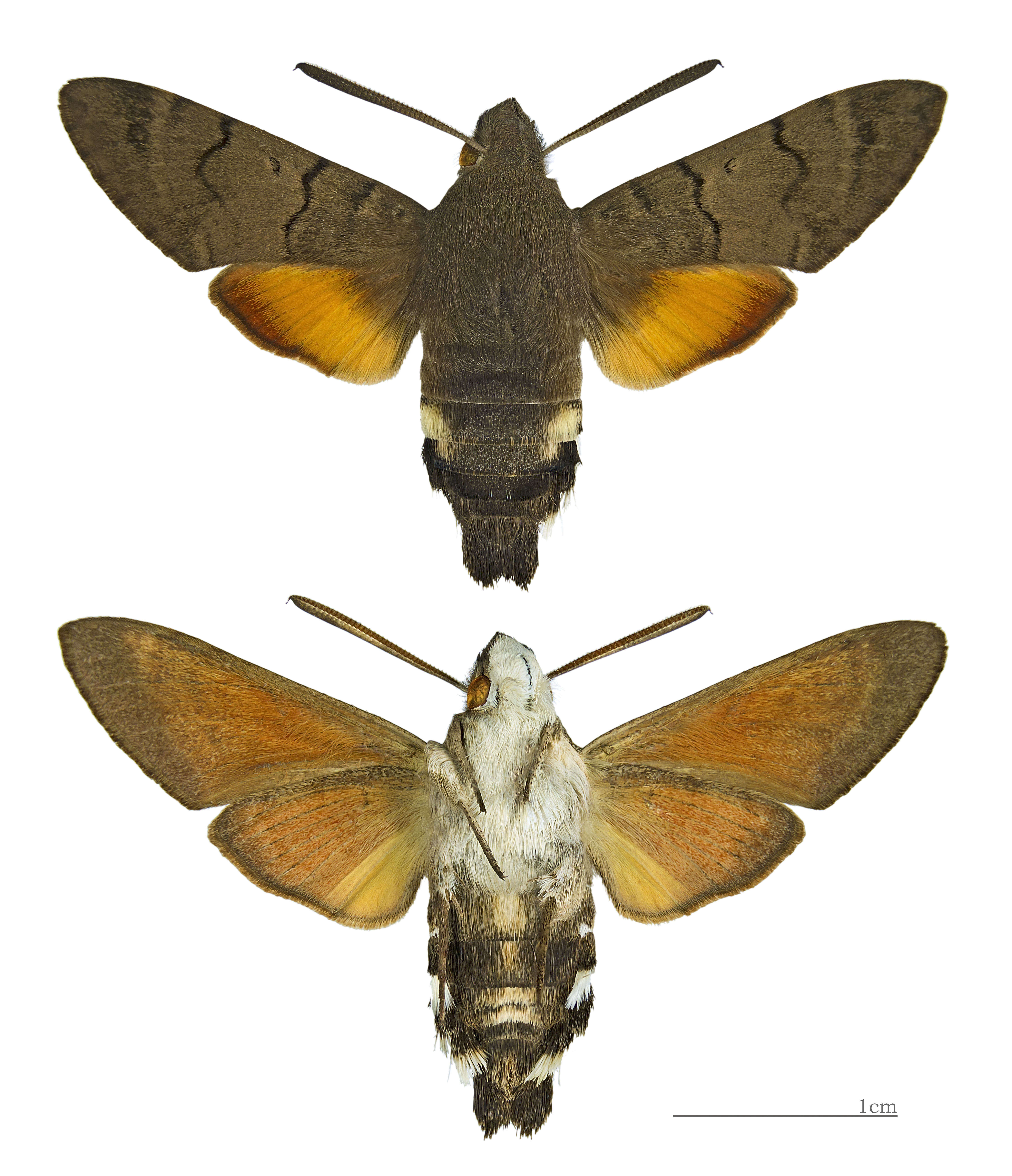
Macroglossum stellatarum
Macroglossum sylvia
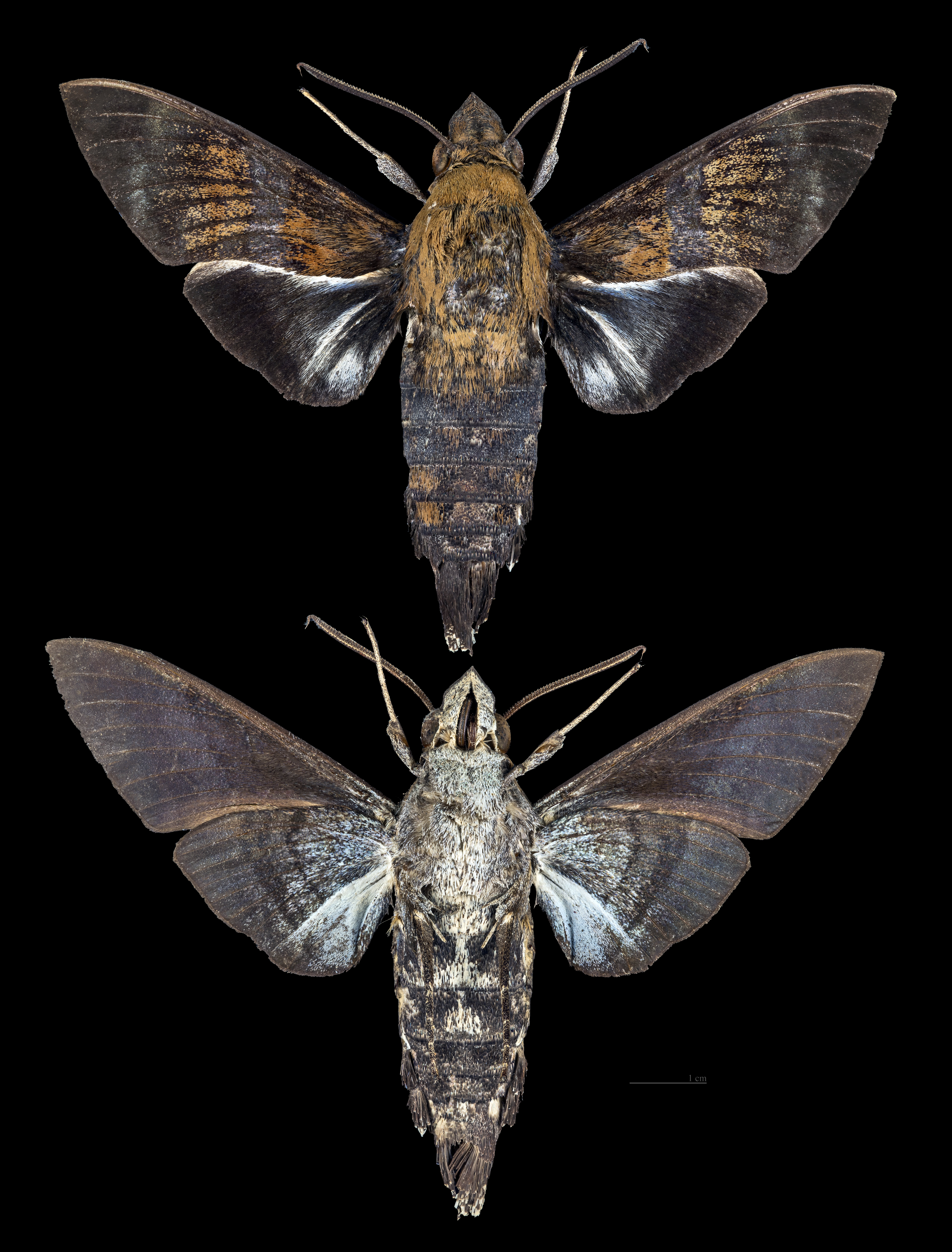
Macroglossum tenebrosa
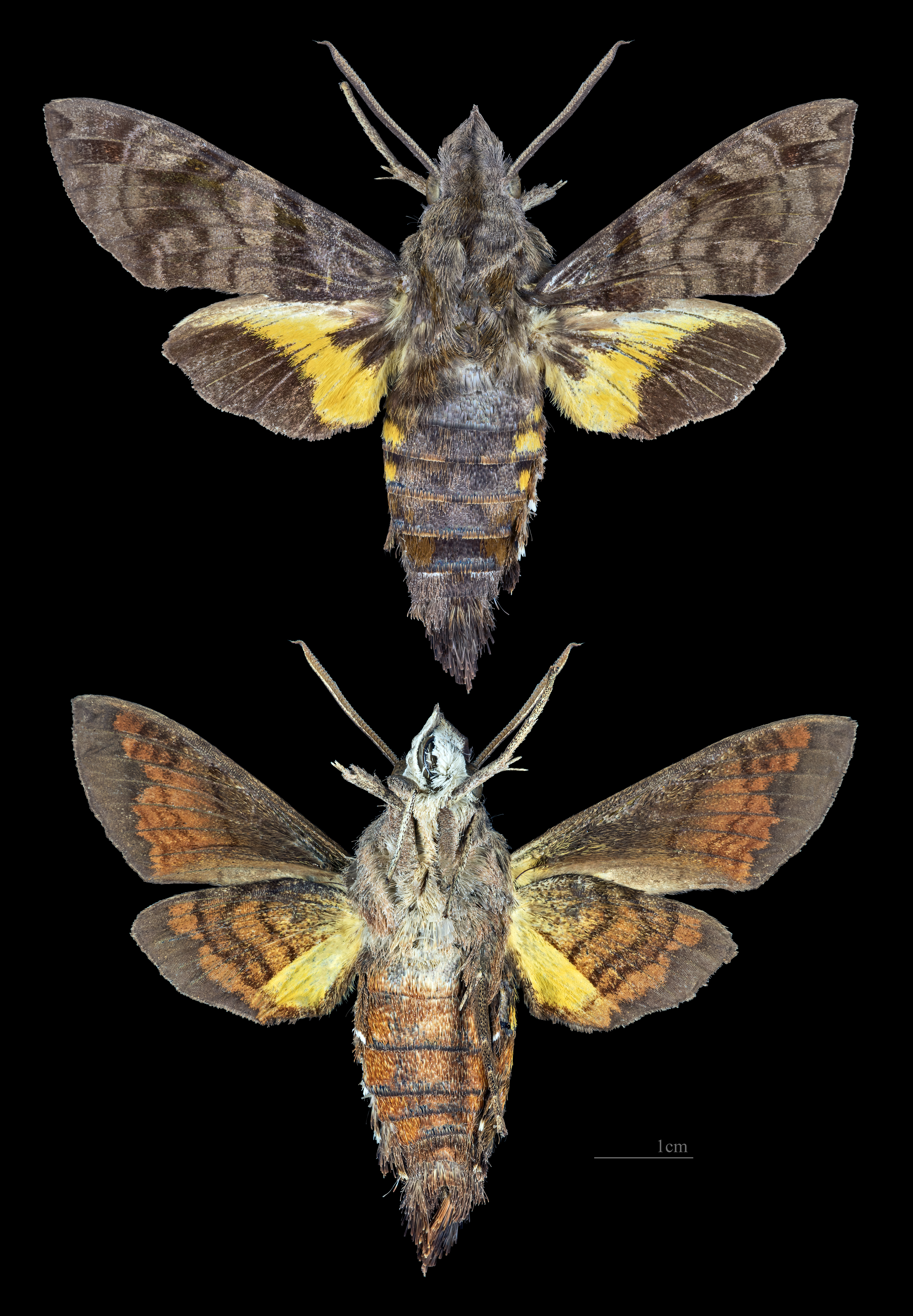
Macroglossum ungues